# 古见同学有交流障碍症
《古见同学有交流障碍症》是小田智仁所創作的校園類型日本漫畫，於2016年于小學館漫畫雜誌《週刊少年Sunday》第25期連載至2025年第9期。截止至2023年6月，該作的單行本發行量（含電子版）已突破1270萬冊。該作於2017年和《約定的夢幻島》、《魔法帽的工作室》、《八雲小姐想要餵食。》、《我的少年》獲頒宮脇書店主辦的「Miyawaki Comic Award（ミヤコミ）」獎項，進入2022年時获得第67届小学馆少年类漫画奖，2023年獲選BookLive讀者票選搞笑/喜劇類漫畫第5名。

## 故事大綱
故事背景設定在智慧型手機普及的近現代的日本，講述在作中虛構的私立伊旦高校求學的兩名學生：古見硝子和只野仁人的人際關係與相關經歷。古見硝子在作品中被旁人讚譽為超級美少女，站著就是藝術，坐著就是絕讚，走三步就有人告白，可是有交流障礙症，這導致她在人際交往方面經常遭遇困難。
古見硝子在私立伊旦高校入學的第一天，遇上同班級的男同學只野仁人向她攀談。只野得知硝子有交流障礙症、並且希望能夠交到一百位朋友協助她。但是在高升學率卻怪人雲集的私立伊旦高校，以只野的普通交流能力，想要幫硝子交到朋友，可謂前途多難。只野和硝子在高中三年的求學期間陸續認識形形色色的人們、經歷許多事件，硝子如願結交許多朋友和貴人，只野亦從中拉近和同儕、古見家等人的關係，與此同時只野和硝子隨著日常相處互生好感，從同班同學進展成情侶關係。
進入三年級時，只野和硝子開始面臨升學志向的選擇，硝子立志未來前往碧見學院大學求學，只野為了能和硝子就讀同所大學開始發憤圖強專注在課業上，硝子先行通過大學考試錄取碧見學院大學，只野則經過硝子的課業輔導和加強學習，通過考試取得合格通知書。接下來的期間，包含只野和硝子在內，私立伊旦高校應屆畢業生開始準備未來大學生活的事宜，故事尾聲以只野在畢業典禮登台致詞，硝子不再恐懼與他人攀談作結。

## 登場人物

### 主要人物
古見硝子（Komi Shouko，聲：古賀葵）
本作主人公。私立伊旦高中1年1班（故事開始時）→2年1班（130話起）→3年1班（324話起）。超級美少女，品學兼優，運動神經出眾，料理技術純熟。擅長鋼琴和游泳。患有交流障礙症而不敢與人說話，願望是交到100個朋友，第一次與只野仁人溝通是寫在黑板上，之後與任何人溝通都是寫在紙上，但可以透過手機跟人說話。喜歡只野仁人。
視力1.5，身高168，體重48，座高82（二年級時體重與身高各加1）。生日12月25日，在生日前一天由只野提議大家集資送她一隻價值8000日元、160公分高的大黑貓布偶。喜歡貓，不過到了貓咖啡廳，除貓老大「巧克力（聲：高乃麗））」之外，所有的貓看到她都躲起來。有點怕高，很怕打雷與停電，曾嚇得縮在被子裡、並請只野透過電話跟她聊天。此外也不擅長觀賞恐怖電影。
中學時期因無法與人溝通，也無法與同學分組，所以逃避了修學旅行。進入高中後，憶起此景而對修學旅行感到不安，幸得只野寬慰才鼓起勇氣參加。修學旅行時被加藤三九二與佐佐木彩美逼問喜歡的人是誰時，在紙上寫了一個「H」（仁人的羅馬拼音是Hitohito），兩人隨即在回程時製造她與只野的獨處機會。
新年時穿著和服與祖母及堂妹一起到神社參拜，因實在出塵脫俗，而被其他參拜客奉若神明。又因神社的巫女缺人手而被請求救急，意外發現井中乃來子也是打工巫女。
看見只野與片居交換便當裏的飯菜、只野收到片居送出的巧克力之類的情況時，會感到心情複雜。情人節當天在學校未能送出巧克力給只野，放學後交資料給他時終於鼓起勇氣送出。
302話被只野告白，305話正式交往。三年級後期參加大學考試錄取碧見學院大學，志願為只野輔導課業，但實際上是將只野介紹給家族認識。獲知只野如願錄取志願學校的消息欣喜不已，和留美子參加駕訓班並成功考取駕照。第492話透過河合羅美的協助詢問大學租屋處，面對河合詢問是否同住在特製和租房的提問。499話在畢業典禮被登台演說的只野公開致謝，性格也變得能以較放鬆的狀態與人社交。500話大學篇已經與河合羅美、只野仁人、真瑠子合住在先前河合羅美搭建的房子。
只野仁人（Tadano Hitohito，聲：梶原岳人）
私立伊旦高中1年1班（故事開始時）→2年1班（130話起）→3年1班（324話起）。1年級時坐在古見硝子的左手邊，因此被大部分同學視為眼中釘。在知道她有交流障礙症之後，自願幫她交到100位朋友。意外地很體貼細心，不斷提高硝子對他的好感度，很受部分男生（片居、波邊土、世紀末、芋島、荻谷、慈餅等人）和古見家族的歡迎。但不擅拒絕他人的要求，總是把自己累癱。班上選舉班長時，原先由山井戀推舉硝子，但在長名反對下，硝子被提升到「神」的位置，仁人亦因此成了班長，升上2年級、3年級第一學期依然成為班長。不看恐怖電影。
中學時期有嚴重的中二病，因對班上的班花河合羅美告白失敗而醒悟（其實對方也喜歡他但為了讓他恢復原本的性格故意拒絕，只野後來表示自己是為了想幫助河合羅美而變的得意忘形患上中二病），進入高中時立志當平常的高中生，在中學時的黑歷史被長名暴露出來時，會陷入假死狀態。
文化祭時被長名強迫、以及硝子熱切的眼神下，穿上短裙女僕裝，被男同學們公認非常可愛，秀子則是楞在那裏，妹妹看到後還拍照下來寄給媽媽。
情人節時只收到硝子與片居誠的巧克力，白色情人節時回邀片居一起吃飯，亦回贈硝子護手霜及糖果。
302話與硝子告白，305話正式交往。曾經在網路咖啡廳和硝子躲雨獨處期間透露未來志願是成為教師，前任導師也認為仁人因面談很上手更適合當老師。
升上三年級後為了能配得上硝子與希望能與硝子同所大學而開始奮發圖強用功讀書，即便三年級能擠進學年前50名，但在模擬考發現自己的成績距離硝子的第一志願尚有許多需要改進之處，經由硝子建議在硝子祖母家溫習加強課業，也在過程中逐漸獲得硝子祖母的認同與祝福，於487話正式收穫合格通知。在確定錄取大學沒多久與硝子討論決定大學生活的住處。在畢業典禮當天登台致詞。500話大學篇已經與河合羅美、只野真瑠子與硝子合住在先前河合羅美搭建的房子。
長名馴染/長名娜吉美（Osana Najimi，聲：村川梨衣）
私立伊旦高中1年1班（故事開始時）→2年1班（130話起）→3年1班（324話起），擔任副班長。耳朵很靈，能同時聽見七個人說話的聲音，跟人自來熟，總是跟人說上兩三分鐘的話就成為朋友，而且一輩子都不會忘記對方。是只野中學時的同班同學，中學時有一半的學生是她的「青梅竹馬」。只野評其為“性別不明、經常說謊、言行不一致”。中學時穿著男學生制服，使得只野一直以為她是男生。不擅長吃辣。不愛讀書但成績卻很好，學年前50名。37卷附錄提到總朋友數已達到600萬。
小學二年級就見過硝子，主動搭話想要跟她交朋友，卻被其交流障礙症嚇到而臥病一星期，導致心理創傷。一開始還拒絕跟硝子當朋友，後來親見硝子救了被愛慕者糾纏的自己，便回心轉意。選擇硝子生日禮物時，提議每人以5000元為上限選擇一項禮物，她想要送價值1680元、2公斤重的香草冰淇淋，還有價值3780元、跳舞的聖誕老公公人像一個。
在第一第二年文化祭上以女僕咖啡廳和話劇表演不當營利，連續兩年被取消最優秀獎資格，且第二年連累仁人被懲罰。
情人節時在只野鞋裡放了一個小石頭巧克力，但只野以為那只是一顆小石頭就把它扔了。
在500話仁人提到娜吉美畢業後已經去了巴西，讓硝子感到訝異，兩人並不擔心反而認為即便是娜吉美也沒問題。
名字意思為「幼馴染（おさななじみ，青梅竹馬）」。

### 伊旦高中

#### 1年1班

##### 女子組
上理卑美子（Agari Himiko，聲：藤井幸代）
圖書委員，帶著眼鏡，有對人恐懼症，對自己的外觀也沒信心，緊張時會肚子痛，把廁所當成自己的「絕對領域」。新聞圖書文藝部社員，專寫食物相關報導。上圍極為可觀，因此綽號叫做肉團子（肉だんご）。
愛慕硝子到自願當她的一條狗。選擇硝子生日禮物時，她想要送價值4680元、狗的調教組合一套。
號稱拉麵通，只要說到吃的就變了一個人，在美食網站上以「拉麵為主食」為筆名對每家餐廳做出評論，身為魅力評論員，只要被她評論過的餐廳日後都會大排長龍，不過硝子卻被煮田父女誤認為評論員。
持有知名牛排館的貴賓卡，這是要累積吃了100,000公克以上的肉排，才能拿到的最高級卡。
山井戀（Yamai Ren，聲：日高里菜）
對硝子有著病態的迷戀。為與硝子說話，把只野綁架後藏在房間裡，讓自己能獨佔她，之後硝子救出只野，並且原諒她的綁架行為，並成為了朋友。不時在硝子身邊做出各種變態行為，如借水灘倒影偷看內褲、把她破掉的襪褲套頭等。選擇硝子生日禮物時，她想把自己當成禮物送過去，立刻被否決。
第130話升至2年3班，雖然經常跟中中思春吵架，但仍幫她交到新朋友。
矢田野真華留（Yadano Makeru，聲：前島亞美）
對硝子有競爭心，但無論從視力、身高、體重、座高、運動、學業成績一路比都輸下去，在認知自己徹底敗北後，與硝子成為朋友。選擇硝子生日禮物時，她想要送價值4980元、2公斤重的蛋白質補充劑。
與哥哥矢田野勝氣（Yadano Katsuki）時常相互競爭，但都技不如人而落敗。
在文化季與夏季煙火大會兼職賣小吃，但是沒人光顧，唯獨只野、硝子、萬場木留美子、河合羅美吃過，因為味道怪異而被只野形容像好吃的泥土。
曾經競選學生會長，但輸給潔清子。
擔任田徑社社長，三年期間為了贏硝子努力鍛煉，一度刷過硝子的最高記錄，但在體育季依然輸給同樣特訓過的硝子。
名字意思為「不服輸（負ける嫌だ）」。
中中思春（Nakanaka Omoharu，聲：大久保瑠美）
有中二病傾向，自稱「瑪路斯特・蕾絲・普利瑪貝拉（マルソート・レス・プリマベラ）」，稱硝子為「蔻蜜莉亞公主（コミリア姫）」。左眼戴著眼罩，左手與左腳包著繃帶，右手戴著手套。見到硝子時表示「身體裡的禁忌之力有所反應」，而想與硝子簽立「血之契約」（簡單的說就是想與她做朋友）。選擇硝子生日禮物時、她想要送價值5000元的電子遊戲預付卡。
妄想劇：「班上女同學誰最適合交往－第一回」由她獲得壓倒性勝利。
第130話升至2年3班，雖然經常跟山井戀吵架，但仍受她的幫助而交到新朋友。三年級也因為擔心因生病的山井戀而照顧她。
井中乃來子（Inaka Nokoko，聲：潘惠美）
日歧木漏日的表姐，對自己的外型以及出身農家有自卑感，怕被霸凌一直都隱瞞自己是鄉下人，但班上的人都知情，憧憬硝子散發的都會氣息。新年時在神社當打工巫女，並且教導硝子如何上手。其實跟古見同學同鄉，認識古見同學的奶奶。
雖然硝子已經把她當朋友看待，但一直忘記將朋友記事簿給她寫，直到硝子與只野在古見老家特訓時才拿記事本給井中寫名字，兩人才互相瞭解對方有不便之處（硝子有交流障礙與井中對身份有自卑）。
在486話提到她已考上當地的農業大學。兩人相約要帶井中前往澀谷遊玩。
尾根峰寧寧（Onemine Nene，聲：青木瑠璃子）
對於只野擔任班長後總是忙得頭暈腦脹感到不捨，所以主動幫忙，在幫忙時察覺硝子對只野的感情，有意湊合他們兩人。家中還有四個弟妹，住家是一層樓平房，外觀很老舊。選擇硝子生日禮物時，她想要送價值4200元、2公斤重的梅乾。
名字意思為「大姊（おねえさん）」。
三年級升為班長。因尾雞楓突然消失時常與她一起行動。
尾雞楓（Otori Kaede，聲：森山由梨佳）
文化祭實行委員，行動慢半拍，性格溫吞，總讓身邊的人有點不安，但這種性格卻與硝子配合得相當好。在貓咖啡廳極受貓的歡迎，讓硝子非常羨慕。選擇硝子生日禮物時，她想要送價值4480元、三個油滴沙漏。
名字意思為「老成穩重（おっとり）」。
家裡很大，因此也在家裡迷路，但是很常去尾根峰家寧寧玩，曾邀請硝子、萬場木留美子、尾根峰、中中思春到她家找母親，結果母親在鄰居家一個禮拜。
加藤三九二（Kato Mikuni，聲：内村史子）
修業旅行時大家搶著與硝子同一組，班導師決定以抽籤安排，與硝子和及佐佐木彩美分配在一組。與佐佐木兩人想盡辦法要與硝子拉近關係。剛開始因佐佐木彩美不滿自己的行程太緊湊而吵架，而她也對佐佐木什麼也沒做就抱怨而不高興，但在硝子表示玩得很開心才認為開心最重要而與佐佐木互相道歉。
喜歡聽戀愛八卦，也是少數支持只野與硝子交往的同學之一，因此時常拉留美子、硝子與志吹到她家聽戀愛話題。只要一聽到戀愛八卦後參加將棋比賽都不會落敗。
住家是一個宏大的傳統日式建築，而被佐佐木以為是黑道世家。將棋高手，是跟她已退休的爺爺學的。暗戀片居誠，喜歡的漫畫男主角長得很像片居誠，但是兩人到三年級都沒任何進展。
名字與愛好源自著名將棋棋士加藤一二三。
佐佐木彩美（Sasaki Ayami，聲：高橋未奈美）
修業旅行時大家搶著與硝子同一組，班導師決定以抽籤安排，與硝子和加藤三九二分配在一組。與加藤兩人想盡辦法要與硝子拉近關係。剛開始不滿三九二的行程太緊湊而吵架，但是因為硝子表示玩的很開心而對自己沒做規劃感到不好意思便與三九二互相道歉。
喜歡聽戀愛八卦，少數察覺硝子對只野有好感也支持兩人交往的同學之一，因此時常拉留美子、硝子與志吹到三九二家聽戀愛話題。
是使用溜溜球的高手，名列U18溜溜球世界大會第三名。在一年級修學旅行期間誤以為硝子被壞人盯上而買了般若面具化身成「YY般若」嚇跑即興演出的演員，後被列入新「四大天王」。
名字來自《飛女刑事》主角麻宮佐紀（あさみや さき）的重新排列，技能亦是仿照她。
鬼島朱子（Onigashima Akako，聲：布萊德庫特·莎拉·惠美）
山井戀團體一員，與她從小學就認識，平時都是笑臉迎人，但是沒甚麼耐性，一遇到不順心的事就會發火，連山井戀都不敢接近生氣的她。讓她消氣的方法有吃飯、洗澡、睡覺、去棒球打擊場打棒球。
單行本第五卷第62話時，名字漢字為鬼ヶ島赤子，但平假名完全相同。
岸姬子（Kishi Himeko，聲：內田真禮）
山井戀團體一員，名字意思為「騎士及公主（きしとひめ）」。手臂與腳穿戴西洋甲冑，面容於第270話露面。
身高172cm，擅長空手道、柔道、日本＆西洋劍術與騎馬，不擅長電玩，喜歡袋鼠。古見親衛隊創立者，時常阻止山井戀對古見不軌，以為保護就是與硝子交流的方式，但經過硝子的開導後能正常交流。升上三年一班再次與古見只野同班。
左藤甘美（Sato Amami，聲：向井莉生）
座位在硝子的右手邊，抱持著「助人為快樂之本」的心態，不拒絕任何的請求，每天早上自願將教室打掃乾淨，並邀請硝子與只野一同打掃教室。害羞的時候會把兩邊的鬢角拉過來擋著臉。社會民族研究部社員。
曾經競選學生會長，最後輸給潔清子。
牛路田影子（Ushiroda Eiko，聲：內山茉莉）
左藤甘美的朋友，不贊成左藤不拒絕任何請求的做法，要訓練她說「不」。社會民族研究部社員。

##### 男子組
片居誠（Katai Makoto，聲：神尾晉一郎）
名字來源為硬得不行。因臥病一星期而錯過開學時日，隨後因有交流障礙症不敢去上學，在家裡蹲了半學期才去上學。擔心自己會被霸凌於是為了讓自己看起來像硬漢而努力健身並染髮，實際上要進教室時還嚇到兩腿發軟，且被班上同學誤以為是不良少年。與長名以前是朋友，長名剛要敘舊就被他架出去求她別說。初次見到硝子時，便被她的氣質給震懾到，只野主動向他打招呼並帶其介紹學校環境，讓他誤以為是硝子命令只野去做此事，認定硝子是溝通高手。
邀請只野去滑冰，而只野帶著硝子一起去，因為他與硝子都不會滑冰，得須只野教導，但他與只野過於親暱的舉動，讓旁觀的硝子有點懷疑他們的性向。家裡開設道場，害怕恐怖電影（漫畫第179話），父親片居堅、母親片居操與祖父流露的氣質容易被誤認為黑社會人士，妹妹片居愛則是初登場便被只野等人誤認為大姊頭。
第130話升上二年一班，與只野、硝子、米谷忠釋、成瀨詩守斗等人再次同班，總是會被捨野等人誤認為「古見」。
從二年級夏季煙火大會在上理卑美子的姑姑上理祭的炒麵攤位打工，因為露出肌肉的特徵來炒麵反而大受好評。
在仁人與硝子交往前一直很憧憬仁人，知曉兩人交往後後十分難過。
忍野裳乃（Shinobino Mono，聲：小野賢章）
座位在只野和硝子後方，裝扮像忍者。曾經把圓規當飛鏢丟向替硝子拾橡皮擦的只野。在長名主導下，和班上同學一起跟硝子玩遊戲。曾被只野親臉頰而害羞。
情人節妄想劇：井中乃來子送他巧克力。
與地洗井茂夫、園田大勢為“現充三人組”，時常與女性交流卻沒交女友，起初現充三人組皆無法接受只野與硝子交往，但三人依然在只野大學考試前給予打氣加油。
地洗井茂夫（Chiarai Shigeo，聲：赤羽根健治）
與忍野裳乃及園田大勢共組「妄想劇：班上女同學誰最適合交往」，同時身為真華留俱樂部（まけるちゃんファンクラブ）會員。
情人節妄想劇：山井戀送他巧克力。
與忍野裳乃、園田大勢為“現充三人組”，時常與女性交流卻沒交女友，起初現充三人組皆無法接受只野與硝子交往，但三人依然在只野大學考試前給予打氣加油。
園田大勢（Sonoda Taisei，聲：佐藤悠雅）
與忍野裳乃及地洗井茂夫共組「妄想劇：班上女同學誰最適合交往」。
情人節妄想劇：中中思春送他巧克力。
與地洗井茂夫、忍野裳乃為“現充三人組”，時常與女性交流卻沒交女友，起初現充三人組皆無法接受只野與硝子交往，但三人依然在只野大學考試前給予打氣加油。
成瀨詩守斗（Naruse Shisuto，聲：三浦勝之）
自認為是超級美少男，極度自戀，其實班上根本沒人理他，甚至情人節（一年級）也沒收到巧克力，每次想接近硝子就被班上同學刻意妨礙。第130話升至2年1班。
雖然平時極度自戀，時常傳送自拍照給朋友（包含未交往前的阿瀨志吹），但在志吹和家人面前是乖小孩，從來都不會看不起人，一度鼓勵因常流汗而自卑的志吹，也是少數敢與片居誠交流的同學之一。
在恐怖電影篇和試膽大會篇顯示害怕恐怖事物（漫畫第179話-第180話），同時也不擅長運動，與硝子一樣懼高。
與志吹互相喜歡，二年級收到志吹的情人節巧克力時非常高興而感謝，361話正式交往，交往後會在意志吹的心情而收斂。
米谷忠釋（Kometani Chushiyaku，聲：鵜澤正太郎）
與成瀨詩守斗同時登場，座位在其前方，擔任旁白註解。很受女性歡迎，在海邊會被搭訕。第130話升至2年1班。笑容很好看。
有姐姐和妹妹，皆有交往對象。
新四大天王之一，唯一的男性，別稱“佛滅破道”
前田·Jukujosuki·星雄（Maeda Jukujosuki Hoshio，聲：桑田直樹）
左藤甘美的朋友，對她有求必應的行徑不以為然。社會民族研究部社員，也是個短跑健將。
的意思是「喜歡熟女」。癖好他人女性長輩的內褲。
世紀末年男（Seikima Toshio，聲：長谷德人）
外形神似《北斗神拳》的拉歐。髪型梳成十字的彪形大漢，名字到第104話才被提及。修學旅行和小宅、佐村井分到一組。
三年級再次與只野和硝子同班。在伊調舉辦的大逃殺活動中替只野擋槍，退場前為第4話撞到只野的事情道歉，但只野早已忘記。
有個交往三年的女朋友蘇木花。擔心女朋友會不高興而不敢跟古見同學做朋友。
姐姐世紀末霸主為駕訓班的教練。
佐村井佐武（Samurai Samu，聲：有隅融）
留著武士般的茶筅髷，腳穿草履，以「GOZARU」做語尾的男學生，嫉恨他人交到女友。修學旅行和世紀末、小宅分到一組。
小宅優治（Otaku Yuji，聲：有隅融）
五官端正的眼鏡男生，其實是個御宅族。文化祭時提議出版硝子的同人誌。修學旅行和世紀末、佐村井分到一組。

#### 2年1班
除卻萬場木、片居、成瀨外，大多同學都支持只野和硝子的戀情。

##### 女子組
萬場木留美子（Manbagi Rumiko）
化妝相當誇張的辣妹，白木由佳、黒板睦美伊須栞的朋友，因升上二年級而分班後想要交朋友卻因駭異的妝容令大家避之唯恐不及。在只野的建議下卸掉化妝，現出可愛的本來面貌，並且與硝子成為朋友。經緒杯珠紀判定有E罩杯，足以與卑美子抗衡。一經只野稱讚就會害羞地回罵，意識到自己已對他芳心暗許。
名字意思為「曼巴辣妹（マンバギャル）」。
文化祭時與硝子同時發現雙方都喜歡只野，隨後兩人表示都要公平競爭，屢次想告白卻退步，雖然終於成功告白，但是只野更在乎的是硝子於是婉拒對方，因為她原本想與只野告白的計劃講得太大聲而被大部分班上的人聽到，隨後失戀被班上同學安慰。但是依然與硝子與只野保持友好關係。
一年級曾與銅鑼井門風同班，關係好到直呼其名。升上3年4班與和貝武則同班，因自己善良爽朗的性格打動不擅長與女生交流的和貝，即使和貝多次向她告白（全校都知道），最後同意與他交往。
單親家庭，從小到大都是祖母帶大，母親因工作關係很少與留美子碰面。
腐島咲（Fushima Saku）
名字意思為「腐女（ふじょし）」。自我介紹時抽中唱饒舌。漫研社社員，擅長繪畫。
不破益子（Fuwa Masuko）
名字意思為「軟綿綿吉祥物（ふわふわ マスコット）」。自我介紹時抽中模仿機器人。
緒杯珠紀（Opai Shuki）
名字意思為「喜歡乳房（おっぱい好き）」。在女學生體力測定中擔任胸部判定員。時常把自己幻想成男性與女生交往。
阿瀨志吹（Ase Shibuki）
名字意思為「汗（あせ）」。與潔清子從小認識。初中時因潔清子患上潔癖症後兩人發生嫌隙，雖然清子對自己的行為道歉，卻因此厭惡自身汗腺發達的體質，尤其恥於肢體接觸。一日偶撞硝子，竟倉皇失緒地向其土下座。但是經過成瀨詩守斗與其他人的鼓勵下逐漸改善自卑內向性格。
害怕恐怖電影，擅長冬季運動。曾經照顧過溺水的成瀨也因成瀨鼓勵過她而兩人互相喜歡，361話正式交往。唯一能讓成瀨變乖的同學。
新四大天王之一，外號“冬奧會”阿瀨。
小戶日靜（Odoka Shizuka，聲：小針彩希）
原為1年4班生，曾在文化祭的鬼屋中，負責嚇人的女學生，擔憂嚇著全校象徵的硝子，而錯過了時機。
猿田彥唯（Sarutahiko Yui）
舉止粗野的女學生。與乾賢為犬猿之仲，平時兩人總是有爭執但實際上關係很好。收到對方情人節回禮則很高興。
馬場金魚（Baba Kingyo）
毫無主見、隨聲附和他人的女學生。
潔清子（Isagi Kiyoko）
嚴重潔癖、與旁人扞格不入的女學生。與阿瀨志吹從小認識，初中患上潔癖症後與阿瀨產生嫌隙，認為自己是讓阿瀨自卑的元兇。因誤會憧憬伊調而嚮往學生會長，在至交阿瀨發自肺腑的聲援下，當選此職，兩人也因此而盡釋前嫌。
認為成瀨是個怪人很不放心阿瀨與其交往。
少數知道萬場木留美子與硝子同時喜歡只野的同學，在二年級修學旅行知道萬場木要告白時一度不敢去安慰即將失戀的硝子，直到留美子失戀後毫不猶豫的抱上她。
新四大天王之一，外號“新學生會長”。
寶塚真矢（Takarazuka Maya）
名字來自演員真矢美季。一派寶塚風的帥氣女學生。擅長反串男性腳色但不適合扮演女角。
是班上少數最早發現萬場木留美子和硝子同時喜歡只野的學生。原本文化祭準備兩個劇本，其中“冷血公主”的劇本是要讓硝子與只野的感情更進一步，但沒預料到萬場木也喜歡只野。
劇段色（Gekidan Shiki）
名字意思為「劇團四季（げきだんしき）」。戴著獅子頭套的女學生。
占南史碧莉（Urana Spyri）
喜好占卜的女學生。
積手麗香（Tsunte Reika）
語帶傲嬌的女學生。喜歡母堂要。
吐露蜜（Tochi Mitsu）
以艷態媚惑諸男的女學生。認識古見同學前沒有女性朋友。三年級升為5班班長。
土地同學（Doji）
容易搞砸又冒失的女生。
蘆田野萌枝（Ashitano Moe）
家裡很有錢是名大小姐，有容易燃燒殆盡的體質，基本上起居都是傭人照顧。
祝同學
名字來源「泡沫化時代」，曾用BB Call交換聯絡方式。

##### 男子組
母堂要（Podo Kaname）
像母親般無微不至的男學生。自我介紹時抽中模仿北野武。
尊井尊（Totoi Son）
臉似莊嚴佛像，心如庸常俗人的男學生，非常好色。自我介紹時抽中自爆黑歷史。
被女生狠瞪或是羞辱會非常興奮。
福數寄夏（Fukusuki Natsu）
名字的意思是「喜歡夏服（夏服すき）」。與緒杯珠紀一同擔任夏季制服評分員。
一瀨、二舞、三取、四志摩（Ichinose, Ninomai, Santori, Shishim）
湊數的同學。
乾賢（Inui Ken）
有條不紊的男學生。
歸蝶綿（Kicho Men）
名字意思為「帳面（きちょうめん）」。一絲不苟、善於規劃的男學生。
曾經想要硝子的電話將聯絡方式刻在米粒上，與放大鏡放一起，但是硝子只注意到桌上的放大鏡，而幾年後卻有外人發現那粒米然後打給歸蝶錦。
臼井黒子（Usui Kuroko）
頭戴黑面罩自稱2年1班“幻之第33人”的男生，坐在萬場木留美子的前方，以為班上沒有人知道他的存在，但大家都知道他默默的在幫大家做事，且認同他是班上的“夥伴”。擅長模仿別人。

#### 3年1班
班導是重尻實葉，前班導（年級主任）將兩年期間沒交到朋友的全部歸類到這班。一年級與只野、硝子同班的岸姬子、長名娜吉美、世紀末年男也再次同班。

##### 女子組
江藻山搖希（Emoyama Yuragi）
容易觸景動情的女學生。後升到3年1班與古見只野同班。因為過度喜歡煽情片斷而嚇到別人因此升高中甚至加入社團（漫研社）後幾乎都沒有跟其他同學互動，但是有即刻吸收各項資訊（如加藤三九二與佐佐木彩美曾經吵架或是硝子當班長等情報）的特殊能力。在395話一度造成硝子和只野親吻擔心影響到他們的感情而一段日子不敢去上學，直到硝子來到她家破門而入化解誤會後成為朋友。自此也會跟別人正常交流，曾經給同社團的社員（腐島咲&鋤田莉莉）意見。
鋤田莉莉（Sukida Lilly）
2年3班，與山井戀及中中思春同班，喜歡百合。後升到3年1班與古見只野同班級。
漫研社社員，擅長繪畫。會把其他女性的故事製作成同人誌。
白木由佳（Shiroki Yuka）
與伊須栞、黒板睦美皆為萬場木的辣妹朋友，外號由佳啵呦，一年級皆同班。雖是金髮辣妹但功課極好，十分重義氣，與萬場木分班後擔心會被壞男人騙，只野沒帶便當也會分一些給他吃，看見古見同學被惡言相向會挺身而出。
椎名難香（Shiina Muzuka）
難以相處與棘手的女生，本人也不喜歡被別人過度期待。伊旦高中舉辦大逃殺遊戲時對硝子惡言相向，讓看不下去的白木由佳跳出來發聲，兩人差點發生爭執。經過大逃殺活動硝子與椎名逐漸緩和許多。
在與悠修清學院集訓時硝子與河合羅美發生三角戀時給於意見，讓硝子下定決心與河合羅美挑戰。
每次硝子想拿朋友記事本給她寫都會先行離開，原本硝子把畢業紀念冊上將椎名的名字鏟下來貼在硝子的朋友記事本上，但沒多久被椎名鏟走，因此沒達成交到100位朋友的願望。
小間川真知（Omakawa Machi）
喜歡被別人稱讚可愛的女孩子，不會理會不稱讚她可愛的人，只要被誇可愛就會十分有幹勁，慢慢進化到別人被誇可愛也會轉換成自己的動力。
京乃古都（Kyōno Koto）
京都人，習慣以京都腔說話，但大家都會被他說的說話方式而尷尬。想跟硝子做朋友的原因是硝子跟椎名爭論的說話方式很帥氣。
名野田卡拉（Nanoda Kyara）
講話帶有口癖的女孩子，本人表示因為初中沒特徵而沒朋友，高中為了能交到朋友是製造口癖特徵（但到三年級前依然交不到朋友）。想跟硝子做朋友的原因是硝子跟椎名爭論的說話方式很帥氣。文化祭後時常吐嘈愛較真的狐里祥太。
吉禮照佳（Kire Teruka）
看起來很生氣的女生，本人表示自己的眼神看起來很兇惡加上自己視力不好，又不肯配戴眼鏡所以交不到朋友。想跟硝子做朋友的原因是硝子跟椎名爭論的說話方式很帥氣。
小帖佐真湖（Ojōsa Mako）
大小姐，二年級與中中思春＆山井戀同班，在山井戀的幫助下中中與小帖佐、半屋、菩茶成為朋友，第二年文化季與山井、中中、半屋、菩茶組樂隊，也曾與中中等人在夏季慶典拜訪硝子等人的攤位。
因雙親過世後寄宿在繼母家，後母一家對她相當友善，也尊重她用父親的姓氏。
半屋十夏（Hanya Tonatsu）
家裡開麵包店，時常會帶奇怪口味的麵包分給同學吃。二年級與中中思春＆山井戀同班，在山井戀的幫助下中中與小帖佐、半屋、菩茶成為朋友，第二年文化季與山井、中中、小帖佐、菩茶組樂隊，也曾與中中等人在夏季慶典拜訪硝子等人的攤位。
菩茶富和（Bosa Towa）
經常發呆的女生，但成績卻是學年第一。二年級與中中思春＆山井戀同班，在山井戀的幫助下中中與小帖佐、半屋、菩茶成為朋友，第二年文化季與山井、中中、小帖佐、半屋組樂隊，也曾與中中等人在夏季慶典拜訪硝子等人的攤位。
飯田三奈子
時常胃痛的女生，硝子曾經拿胃藥給她因而成為朋友，家裡有養貓。
音久瀨月
睡醒後髮型變得很奇怪的女生。
六智福代華
身體豐腴的女生。對曾經幫助她的早乙女馬琳有好感。
壺葉圓
笑點很低的女生。
吹津香
一臉陰沉的女生，曾經是啦啦隊的社團成員，但是被因“一臉不是替人加油的表情”而被踢除。

##### 男子組
慈餅輝義（Jimochi Teruyoshi）
患有痔瘡的男生。在伊旦高中與悠修清學院集訓時痔瘡發作。雖然本人希望保密但其實大家都知道。
荻谷把布留（Ogiya Hafuru）
嘴吧叼著奶嘴，穿嬰兒裝，行為舉止有嬰兒風的男生。初中時期因長相帥氣時常被霸凌，升高中後為了與人保持距離才開始叼奶嘴。
蕗陽（Fuki Yō）
笨拙的男生。曾在自我介紹時把桌椅給弄倒，隨身物品散一地。
早乙女馬琳
左臉有傷疤配戴墨鏡打扮像黑幫大哥的男生，自稱“獨狼硬漢”，實際上是面惡心善的好人，眼睛很小。
總是在做出疑似違法的舉動，例如喝可爾必思用父親的酒瓶裝被同學誤以為在喝酒，喜歡聞痱子粉卻被同學誤以為在聞不好的粉末。
獨樂田藥學
讓人感到為難又一臉壞笑給正常食材的男生。例如文化祭準備期間帶來的麵粉被誤以為是不好的粉末，在體育祭給硝子喝的運動飲料被誤以為是不得了的飲品。
笛地 貴重
第一人稱用“朕”又留一小撮鬍子的男生。時常想怪思維或怪點子，說話有一種莊重但詼諧的語調。
狐里祥太
愛較真的男性。在文化祭期間差點與同組的荻谷等人起爭執，被名野田認為不好相處，但本人並不壞，甚至也會指導笨拙的蕗陽。
甲斐完治（Gai Kanchi）
時常產生誤會的學生，本人並不壞，自認硝子喜歡自己，某天發現硝子身邊有個礙事的人（只野）於是要求決鬥，輸了後要求對方要讓硝子幸福，隔天與只野自來熟。在只野考大學期間給予打氣。
波邊土真邊斗（Haheto Maheto）
左右手都有手偶的男生。

#### 其他師生
根津野千佳（Netsuno Chika，聲：潘惠美）
私立伊旦高校2年3班，根津野葵的姐姐，運動熱血派，習慣以「熱度」評論他人，如第一次見到硝子時，評價是「16度9分」。幾乎全校的社團都加入過，而兩次體育祭硝子都輸給她。
高中畢業後時常從家裡奔跑到大學上課，被鹽田等小學生稱“衝刺姐”。而妹妹葵在她畢業後就讀伊旦高中。體育祭前夕硝子因不想再輸而找上她請求受訓，而她二話不說答應下來替硝子特訓。
檎林美（Gorimi）
女性，年級不明，與卑美子同為圖書委員，但卑美子稱她為前輩（學姐）。體格壯碩，頗似猩猩。嚴格執行圖書室安靜規定，太吵即被她以紙扇敲頭，第三次就趕出圖書室。
黑板睦美（Kuroita Mutsumi）、伊須栞（Isu Shiori）
萬場木的辣妹朋友。
伊調瀨戶華（Icho Setoka）
作風輕率，並非循規蹈矩、足堪楷模的前學生會長，因此不受全校學生的喜愛，被全校學生公認最沒道德的人。起初潔清子因誤會而憧憬她，但是清子瞭解她的真面目後開始對她反感。後成為伊旦高中代理理事長兼大學生。
時常與長名強迫只野穿女裝，總是會在喝醉的時候欺凌悠修清學院理事長丸手。
會澤實（Aizawa Minori）
擔任轉播的女學生。
芋島理朋（Imoto Riban）
本名芋島和幸，原本是正常的男性，因為想被疼愛因此想被當作妹妹呵護而成為偽娘。
很想當硝子心目中的第一位，起初覺得只野很礙事想找出他做壞事的證據，反而只野善良的舉動卻打動他，而成為兩人的「妹妹」。
阿子伽戀（Ako karen）
名字意思為「憧憬（あこがれ）」。學生會一年級書記，仰慕著會長潔清子。
安智有梨沙（Anchi Arisa）
名字意思為「反抗（アンチ）」。愛唱反調的女學生。
葛藤咲（Tsudzurafuji Saki）
心思如麻的女學生。
小御緣由香里（Kogoen Yukari）
聲若蚊蠅的女學生。
捨野五狼（Suteno Goro）、極堂一（Gokudo Hajime）、濱木八重（Hamaki Yae）、九沙理蒔苗（Kusari Masana）
四人為伊旦高校一年新生，號稱一年級四天王的武鬥派集團，想要挑戰學長四天王「機器人形之安銅」、「英語會話教室之リュー」、「熱血之根津野」、「學生會長之伊蝶」，但依據情報來源（長名）表示，最強者為「不可侵領域之古見」。四人先至2年1班挑戰硝子，卻錯認對象，把片居城當成是「古見」而挑戰他，反被對方輕易壓制，從此「古見同學是個危險人物」之傳言，在一年級生中不脛而走。
即便有人提醒但捨野總是把片居當成是古見而向他挑戰，甚至認為他與只野交往。升上二年級後因大逃殺輸給日岐後盯上她。
重尻實葉（Omojiri Miwa）
2年1班副導師，負責公民課，教學經驗一年，在校個性嚴謹且強勢，但一回家就完全鬆懈。一副邋遢相出門買菜時遇見硝子，為避免破壞在學生心中的美好印象，也擔心自己會成為被霸凌的對象而影響教師生涯於是對硝子謊稱家裡失火把東西都燒光了。隔天硝子準備好她的飯盒而對硝子改觀，順勢改變以往的強硬態度。在2年1班的試膽大會也出力協助。
後來擔任3年1班導師，成為古見只野的班導師。
和貝武則（Wakai Taketoshi）
3年4班的男生，足球隊隊長，坐在萬場木留美子旁邊，與留美子一樣是單親家庭，其實是很怕跟女孩子講話的男生。有一旦與女生講話會嚴重扣精神值的體質，一次因精神值過低而暈倒，被片居和米谷帶到保健室後才瞭解他的狀況，經過片居的開導後才慢慢能與女生對話。
一開始誤以為留美子是片居的男友（後片居否認），慢慢與留美子相處後慢慢喜歡她，雖然告白多次但留美子還是答應與他交往。
與銅鑼井門風從小踢足球，在三年級的秋季賽被星探發掘，兩人因此往職業足球隊員而努力。
銅鑼井門風
與和貝武則同樣是足球隊隊員，副隊長，時常保持微笑的平頭男生，從小與和貝踢足球，十分瞭解和貝怕女生的個性。
一年級與萬場木留美子等辣妹群同班，要好到可直呼其名。三年級與經理學妹交往。隨後在秋後賽季與和貝被星探發掘，兩人因此往職業足球隊員而努力。
日岐木漏日（Hiki Komorebi）
名字來源為「家裡蹲」。井中乃來子的表妹，初登場為初中三年級學生（硝子此時為高中二年級）。身高180公分被硝子誤以為是高年級生。體力極差，有社交恐懼症。初中三年級時被同學邀請進入體育社團，但是不擅長運動又對不起對方而不敢再上學，想要去神社祈願進到表姐的高中就讀，但因恐懼人潮而暈倒，醒來後與硝子告知自己的處境，硝子則自掏腰包買了護身符給對方來鼓勵人家。
後來來到伊旦高中就讀，與根津野葵與主城進美同班，雖然在學校與硝子屢次碰面，但是雙方有交流障礙與社交恐懼而不敢相認，後來回到家鄉再次來到神社與硝子碰面，兩人也鼓起勇氣相認。
硝子考大學期間來3年1班將當時的護身符（安產御守）給硝子替她加油，但是主城進美以為硝子要生產而替她打氣，讓班上的人產生誤會。
483話回家鄉時與表姐在神社打工，碰上回家鄉的硝子與來集訓的仁人。硝子將之前的護身符還她，雖然護身符因儀式而燒燬但硝子再次花錢買護身符送她。
498話成為在校生致詞代表，祝賀硝子順利畢業，卻不小心講出硝子是她最憧憬的人，499話成為硝子第100位朋友。
主城進美
伊旦高中一年級新生。與日岐木漏日、根津野葵同班。平時保持微笑的小個子女生，因以前的同學就讀別的學校感到寂寞就順勢與坐在隔壁的日岐交朋友。
某次出來遛狗時碰上找硝子的日岐，自己的肺腑之言讓日岐重新找回自信，但是聽了對方的肺腑之言而心動，兩人的故事與對話則被路過的鋤田莉莉創作成同人誌。
與日岐來到硝子的班級替她加油打氣並要求當她的朋友，因日岐沒說明安產御守是替硝子考大學加油的誤以為硝子要生小孩，讓只野被班上的同學誤會。
根津野葵
根津野千佳的妹妹，與姊姊一樣是熱血女子，但是膚色比姊姊白，講話很大聲。日岐木漏日與主城進美的好友兼同班同學，進伊丹高中前就認識矢田野真華留。擅長吃辣但不擅長讀書。

### 悠修清學院
丸手藥座
悠修清學院理事長，身材魁梧、配戴墨鏡的光頭男子，面惡心善的好人，第一人稱是“人家”。某天突然接到伊旦高中的電話，原本與伊旦高中的職員辦聯誼會中被喝醉的伊調代理理事長拿奇怪的合約讓丸手簽名，而演變成學校經營權轉換他人的窘境，因此要舉辦搶答競賽和集訓會。三不五時會被喝醉的伊調欺負。
河合羅美（Kawai Rami，聲：向井莉生）
悠修清學院學生會長，課業品學以及各項活動比硝子更加優秀的超級美少女，但本質上是天然呆（本人並不知情），她是只野仁人與長名娜吉美的初中同學（其實是透過調查刻意搬到只野家附近和就讀同一中學）也是只野的初戀。實際上兩人四歲時就碰過面，因只野曾將玩具借給她的舉動而喜歡上他，甚至願意為對方付出一生且為兩人的將來做好計畫，從次就為只野一人為奮鬥目標而努力。雖然可以正常交流但對其他人毫無興趣，因此不曉得同校同學的相關訊息。
10年前父母車禍過世後被親戚撫田一家收養。到初中因為只野有中二病後為了讓他變回原本的性格讓他磨練故意拒絕他的告白，兩人也因此而病倒三天三夜。高中後就讀悠修清學院，高三由悠修清學院與伊旦高中合辦的集訓而再次與只野重逢，初見硝子也得知硝子與只野交往，起初認定硝子為不適合跟只野交往的人，認為會贏不了或是會被教壞，甚至還提出與硝子決出勝負以奪回只野，自認是自己包容不足才輸給對方，輸了以後認為沒有繼續奮鬥目標，被只野和硝子激勵後重新振作，認定只野和硝子是改變她一生的人，甚至跑到硝子家當面求婚，每個月都會去拜訪硝子家。在492話揭露家境極其富裕，為了和只野、硝子生活特地出資建造高檔的合租房，更為此選擇拒絕牛津大學的入學邀請選擇就讀東京大學，向硝子提出共住在自建合租房。
有個小狗圖示的專屬簽名，擅長繪畫和電玩，讓山井戀提出決鬥但都輸給她。
500話大學篇已經與硝子、只野仁人、真瑠子合住在自己搭建的房子，時常還是會想與仁人、硝子一起約會，但被真瑠子阻止。
酢垣屋目目
時常跟在河合羅美的雙馬尾女生，非常崇拜河合而自願跟隨她，認為河合是天然呆，與只野、硝子激勵失落的河合。時常會叫朋友以外的人為“雜魚”。
佐瀬内月愛
時常跟在河合羅美的高個子女生，非常崇拜河合而自願跟隨她，認為河合是天然呆，面對男生會害羞，會對情侶很不爽。
鯖江青花子
時常跟在河合羅美的大胸部女生，個性大而化之，嘴巴時常叼著一隻棒棒糖，非常崇拜河合而自願跟隨她，認為河合是天然呆。單行本30卷附錄提到她不擅長美術。
蘇木花
世紀末年男的女朋友，兩人已交往三年，在公園看到有隻鳥停在年男的肩膀上而對他一見鍾情。

### 親屬

#### 古見家
除了笑介外古見家成員都非常中意只野。
古見將賀（Komi Masayoshi，聲：星野充昭）
硝子、笑介的父親，也有交流障礙症，但在緘默的情況下也能與女兒交流。與女兒一起買衣服時見到只野兄妹，對於女兒交到朋友感到欣慰。
高中即與妻子同班，摺紙、木工、料理的手藝極佳，加上對待動物的憐憫心與體恤秀子，讓秀子迷上他，精於花道，用快閃族的方式追求秀子。與妻子感情甚篤，從高中時期因秀子的祖母過世後為了不讓對方孤獨於是向她求婚。漫畫第317話水族館出遊事件顯示其魚類知識淵博，能夠迅速辨識魚類和解說生態知識，但除了只野外兒女都對他的知識毫無興趣。
得知女兒和只野交往後剛開始無法接受，為了試探只野是否配得上女兒而一度強行將對方帶去水族館出遊，但與只野相處後非常中意他，一度為了拉近關係而邀約只野去桑拿。
古見秀子（Komi Shuuko，聲：井上喜久子）
硝子、笑介的媽媽，容貌與硝子一樣漂亮，號稱永遠的17歲，長袖善舞，經常充當古見家的翻譯。
本姓「新見（にいみ（Niimi））」，高中即與丈夫同班，有一點點不良少女的氣息。少女時期不擅料理，但經過後天練習廚藝大有進步。
父母早逝，祖母將秀子帶到高中三年級後過世，而後被將賀求婚。
古見笑介（Komi Shousuke，聲：榎木淳彌）
硝子的弟弟，故事開始時為中一生，就讀貴宰高中一年級，與只野瞳同班。話很少，不把交流當做是必要的事，不過需要交流的話還是會好好的說話。小時候個性開朗，但隨著年齡增長與被姊姊硝子的影響，變成現今鮮少主動和他人交流的個性。是個足球高手，只是不喜歡群踢，在只野瞳誘逼下才上場，用力射門時卻被她擋下。與父親一樣多才多藝，擅長玩大型遊樂設備、籃球、射擊。
伊旦高校文化祭時與媽媽一同到1年1班參觀，由於長相英俊，讓所有女同學迷上他，還讓他坐上「神」的位置。
古見結子（Komi Yuiko，聲：瀧澤久美子）
硝子與笑介的祖母，將賀與定義的母親，古見昭次郎的妻子，舊姓白詰，非常疼愛硝子，也看出她有男性朋友與喜歡的人（只野仁人）。古見家有一個規矩，就是要單獨和祖母談論生活中的事件。很會玩花札，但敗在硝子手上。在硝子和只野留宿在家複習課業期間，監督兩者是否有越矩互動。相處久後認為只野非常有教養的好孩子，期間因為非常中意只野於是留下他一起過除夕。
學生時期曾經是學生會會長，但是嚴厲的性格不被學校的學生討喜，曾經去菜園責備一周不去上課的古見昭次郎，卻被古見昭次郎認為是溫柔的女性。嫁到古見家前曾當過老師。
古見定義（Komi Sadayoshi）
硝子、笑介的叔父，與將賀一樣為人寡默，兩兄弟關係很好。少數能察覺母親非常中意只野的人。
古見良子（Komi Ryouko，聲：篠原惠美）
硝子、笑介的叔母，與秀子交情融洽。
古見晶（Komi Akira，聲：本渡楓）
硝子、笑介的堂妹，初一生，情緒波動很大，高興時會大哭。很會玩花札，但仍敗在祖母手上，還差點被扣了3400元的壓歲錢。
剛開始知道只野與硝子交往後對他有很大的成見，但是相處久候感受到只野的溫柔與貼心後對他改觀，認為只野是管家系男友。
古見昭次郎
結子的丈夫，將賀、定義的父親，硝子、笑介的祖父。目前只在學生時期登場。高中時時常躲在菜園種菜，長達一周不去學校上課，被現在的妻子結子責備，即便昭次郎還是認為她是溫柔的女性，並送她一顆生菜。

#### 只野家
只野瞳（Tadano Hitomi，聲：內田真禮）
仁人的妹妹，故事開始時為中一生後就讀貴宰高中一年級，與古見笑介同班。嫻習柔道技。初次見到硝子時就把哥哥拖到外面去，問他是使了甚麼手段才會認識硝子。
認定笑介有交流障礙，決意要幫他交到朋友，常利用腹語術代其應對。在笑介拒絕與同學一起踢足球時，使出過肩摔將他拖出教室。
只野慈安布
仁人和瞳的母親，名字來源為聖女貞德，起初不信仁人和硝子交往，後來相信後又過度緊張而不小心在招待硝子時搞砸，甚至還以為會被硝子討厭，但聽完硝子真正感言以後對她產生好感。

#### 片居家
片居堅（Katai Ken）
片居誠的父親，也有交流障礙症，不過被當成是十分的硬派。
片居操（Katai Misao）
片居誠的母親，也有交流障礙症。
片居愛（Katai Ai）
片居誠的妹妹，家中唯一沒有交流障礙的正常人，就讀貴宰高中，與只野瞳、古見笑介同班。身著暴走族特攻服。言行蠻橫，厲聲督促哥哥訓練體能。在久違地到校上課時，被笑介清俊的容貌傾倒，露出悸動含羞的一面。看到瞳與笑介過度親密（其實是笑介被瞳糾纏）會吃醋。

#### 憮田家
收養河合羅美的親戚。
憮田忠臣
河合羅美的表哥，東理大學醫學系3年級生，自稱河合的“哥哥”、“H的豬先生”。
憮田小間
河合羅美的叔母。
憮田權助
河合羅美的叔叔，自認是河合的“父親”，憮田醫院的院長，但經營權在河合手上。10年前收養失去父母的河合，雙方因尷尬而長達十年沒有任何交流，集訓結束當天因河合晚歸而擔心，全家熬夜到河合回來，河合知道自己讓他們擔心而脫口說出“我回來了”，因此全家對河合的愛全部溢出來，下場全部被河合以關節技給“懲罰”，即便全家否認自己是受虐狂（抖M）也十分感謝只野認可他們為河合的家人，但表示不會把“女兒”交給只野等人。

#### 其他親屬
上理祭
上理卑美子的姑姑，在夏季煙火大會負責炒麵攤位，一到慶典就會亢奮，片居誠與只野都被她亂摸過。
阿瀨美千流
阿瀨志吹的母親，與志吹一樣容易流汗。
潔清司
潔清子的父親，法律學家，與清子一樣有潔癖症。學生時期就擅長滑雪，見到女兒的另一面會很高興。
萬場木留佳子
萬場木留美子的母親，從事運輸業因此很少陪伴留美子。
和貝一途
和貝武則的父親，與萬場木留美子的母親一樣從事運輸業，一開始對留美子有很大的成見，但是交流後開始對留美子改觀。
世紀末霸生
硝子和留美子在駕照訓練班認識的教練，外型裝扮走前衛金屬風的嗜菸美女，世紀末年男的姊姊。初登場時因為其裝扮和佈滿金屬尖刺的愛車造型，讓硝子和留美子感到吃驚不安。在硝子和留美子考駕照期間指導兩者。

### 其他人物
雁巢真姬（Karisu Maki，聲：伊藤靜）
為硝子打理了四年髮型的美髮師，諳知硝子的心思，即使她不言，也能與其溝通。
與天上院旅有子、東條院譽、勒使河原、井道為華為妙齡女子會員兼學姐妹關係，時常都聚在一起聚會。
新井嘉美子（Arai Kamiko，聲：長江里加）
美髮院新人，憧憬著雁巢真姬的幹練。
敕使河原欲子（Teshigawara Hoshiko）
非常想要紙巾的人，與天上院旅有子、雁巢真姬、東條院譽和井道為華為妙齡女子會會員，同時也是學姐妹關係。
井道為華
名字來源「高速行動」，時常搭長途巴士的女子，與天上院旅有子、敕使河原欲子、雁巢真姬、東條院譽為學姐妹關係兼妙齡女子會成員，因為搭長途巴士的關係而去不成聚會。
東條院譽
硝子二年級修學旅行碰上的空姐，因硝子有交流障礙讓她誤以為服務不佳而沮喪，但是硝子寫信感謝她而感動落淚。
與天上院旅有子、敕使河原欲子、雁巢真姬、井道為華為學姐妹關係兼妙齡女子會成員。
明戸達人（Akido Tatsuhito）
名字來源為“女僕達人”，平時會去各地（包含伊旦高中）的女僕咖啡廳。與諏手寺宿蓮從幼稚園就認識，互相不滿對方，但最後兩人在幾年後結婚。
諏手寺宿蓮（Sutejijuku Ren）
話劇鑑賞家，平時會去鑑賞各地的話劇表演，因時常擅闖小學話劇表演而被趕出去，因而前往比較自由的高中。與明戶達人從幼稚園就認識而不滿對方，但兩人依然在幾年後結婚。
某次在喝下午茶與雁巢等妙齡女子的碰面，然後主動要求加入她們前往去唱卡啦OK。
煮田新兒（Nita Shinji）、煮田結（Nita Musubi）
特別相像的一對父女，經營煮田食堂。錯認硝子為美食評論員而對她殷勤招待，反而冷落真正的評論員卑美子。在見到硝子滿足的吃相後，找回了開店初衷，獲得卑美子的稱讚。
山田三十六郎（Yamada Sanjuurokurou）
笑介的班上友人，名字常被說錯。
鹽田翔太（Shiota Shota，聲：後藤彩佐）、
大木逸也（Ooki Itsuya）、
西湖知衣（Saiko Chii，聲：小針彩希）、
路里蘿拉（Michisato Rola，聲：內山茉莉）
硝子結識於打雪仗的小學生群，將硝子的行為誤解成臨危不亂、伺機而動的表現，嘆服而喚之「靜默殺手」。
天上院旅有子（Tenjouin Ryouko，聲：內田真禮）
修學旅行時的巴士導遊，由於難以掌控1年1班的學生們而氣餒，但因發現還是有人（只野和硝子）專心聽覽而重新振作。
與雁巢真姬、東條院譽、勒使河原欲子、井道為華為妙齡女子會員兼學姐妹關係，時常都聚在一起聚會。
加藤八九七（Katou Yakuna）
加藤三九二的媽媽，很喜歡看女孩子穿和服。
舊姓「瀨和」（せわ（Sewa）、與同音，照顧之意）。
夏木戶澪（Natsukido Rei）
秀子昔日同窗的女兒，小學二年級，自幼輾轉搬家，故較同齡孩子自立早熟。在父母出差時寄住古見家，表面上故作堅強、難以親近，其實很怕寂寞、渴望關懷。一向淡漠的她，當與長名嬉鬧的興起，也不禁流露童真的笑靨，而體貼入微的只野，更是瓦解她心中固壘而緊緊相偎，看得硝子妒羨不已。但就在情誼漸絡時，突然離別的夢魘襲來，不想重蹈覆轍的她竟奪路而逃，並揚言斷絕牽絆，然經硝子諄諄撫慰，澪始將滿腹辛酸傾瀉而出，積鬱自此一掃而空。臨別時更與硝子立下交友賽約，順勢與之前疏遠的朋友們一一道歉，安然適往美國並認識米拉·勃艮第而成為朋友。硝子來到美國修學旅行時兩人再次碰面，順勢將自己的朋友一一介紹給對方。
在500話大學篇硝子提到她與米拉會在暑假來拜訪她。
名字意思為「親密度零（なつき度 零）」。
夏木戶百百（Natsukido Momo）
夏木戶澪的母親，秀子、將賀高中時期的同學兼朋友。名字在設定集出現。時常與萬部帆海吐嘈秀子，兩人在將賀向秀子告白期間有出分力，秀子祖母過世時也有幫忙協助辦理喪事。
萬部帆海
秀子、將賀高中時期的朋友兼同學，名字在485話才出現，時常與夏木戶百百吐嘈秀子，兩人也在將賀與秀子告白時出分力，秀子祖母過世時也有協助辦喪事。
滿田多壽美
住在硝子家附近的老奶奶。丈夫在2年前3月過世（硝子就讀伊旦高中前一個月），為了不與社會脫節與填補孤獨感時常會與路過她家的人打招呼。起初硝子因有交流障礙不敢與她說話而只是鞠躬，直到兩年後能正常交流才鼓起勇氣打招呼。因擅長手工而硝子在三年級運動會的花球多半都是她幫忙製作。
只野真瑠子
來自千葉縣的女高中生，平時配戴隱形眼鏡，在500話僅有在家才會配戴眼鏡，曾在澳洲短期留學，在綜合選拔的分組討論與硝子、三湖市三姐妹和鳩堀節子同組，一度與三湖市三姐妹討論期間因論點不同而不愉快，但因硝子不知道換主題的情況下化解衝突，面試結束後與三湖市三姐妹互相道歉，順勢邀請大家一起聚會，37卷500話提到五人皆成為同學。
500話大學篇因上大學後找不到住的地方因此與河合羅美、只野仁人與硝子同住在河合羅美搭建的房子，有時會阻止河合羅美去加入硝子與仁人的約會。
鳩堀節子
外貌與講話方式很埃及風的女生，初中時期原本是配戴眼鏡的正常女生，因容貌與古埃及人相似而改變作風（說話方式與打扮成古埃及人）。在大學綜合選拔中與硝子、三湖市三姐妹和只野真瑠子同組，面試結束後眾人受後者提議前往家族餐廳聚會。37卷500話提到五人皆成為同學。
三湖市椿、三湖市繡球、三湖市櫻
來自三重縣的三胞胎姐妹，講話方式都相似，但是碰到不一樣的東西事物會互相打起來。三姊妹的名字均以花卉命名。
分組討論與只野真瑠子、硝子與鳩堀節子同組，一開始與只野真瑠子的論點不同時而態度強硬起來，但是後來在硝子不知道換主題的情況下而順勢化解衝突，面試結束後也不忘吐嘈硝子，隨後與只野真瑠子互相道歉後接受對方邀請去家族餐廳聚會。37卷500話提到五人皆成為同學。
米拉·勃艮第（Mila Burgundy）
夏木戶澪在美國認識的女生，硝子第一個外國朋友。
同學都不喜歡他，都稱他為暴龍，只有澪願意跟他做朋友，起初米拉並不想成為她的朋友，久而久之兩人關係越來越好。在硝子來美國修學旅行時澪將她介紹給硝子認識。
澪在回日本的時候也帶著她來，但是因為澪跟以前的朋友互動時讓米拉誤解到自己被冷落於是來到硝子家哭訴。但隔天澪來到硝子家與米拉互相道歉。
在500話大學篇中硝子提到她與澪會等到暑假期間去日本拜訪硝子。
德田善良
駕照訓練班的校長，登場年齡52歲，愛狗人士。興趣是溜狗。照片被拿來貼在三角錐讓留美子與硝子當教材。

## 創作過程
作者小田智仁最初打算描寫一名與他人溝通困難的男孩，但責任編輯不怎麼熱衷於這個點子，說主角如果是女的會更有趣，這便是本作誕生的契機。小田在問答活動中提到，他在學生時期滿腦子都是人際互動相關的事，所以能創作一部與那時的想法有關的漫畫令他感到非常快樂。小田的妻子自稱有溝通障礙，所以小田有時會以她當作角色的參考對象。

## 出版書籍
| 卷數 | 小學館         | 小學館                 | 青文出版社     | 青文出版社             |
| 卷數 | 發售日期       | ISBN                   | 發售日期       | ISBN                   |
| ---- | -------------- | ---------------------- | -------------- | ---------------------- |
| 1    | 2016年9月16日  | ISBN 978-4-09-127343-7 | 2018年2月1日   | ISBN 471-801-602-804-3 |
| 2    | 2016年12月16日 | ISBN 978-4-09-127426-7 | 2018年5月21日  | ISBN 471-801-602-942-2 |
| 3    | 2017年3月17日  | ISBN 978-4-09-127509-7 | 2018年8月9日   | ISBN 978-986-356-531-4 |
| 4    | 2017年6月16日  | ISBN 978-4-09-127575-2 | 2019年1月17日  | ISBN 978-986-356-760-8 |
| 5    | 2017年7月18日  | ISBN 978-4-09-127664-3 | 2019年4月11日  | ISBN 978-986-356-864-3 |
| 6    | 2017年10月18日 | ISBN 978-4-09-127856-2 | 2019年7月8日   | ISBN 978-986-356-973-2 |
| 7    | 2017年12月18日 | ISBN 978-4-09-127885-2 | 2019年10月9日  | ISBN 978-986-512-077-1 |
| 8    | 2018年3月16日  | ISBN 978-4-09-128091-6 | 2019年12月19日 | ISBN 978-986-512-158-7 |
| 9    | 2018年6月18日  | ISBN 978-4-09-128254-5 | 2020年4月1日   | ISBN 978-986-512-291-1 |
| 10   | 2018年9月18日  | ISBN 978-4-09-128390-0 | 2020年6月4日   | ISBN 978-986-512-373-4 |
| 11   | 2018年12月18日 | ISBN 978-4-09-128590-4 | 2020年9月10日  | ISBN 978-986-512-506-6 |
| 12   | 2019年3月18日  | ISBN 978-4-09-128802-8 | 2020年11月5日  | ISBN 978-986-512-602-5 |
| 13   | 2019年6月18日  | ISBN 978-4-09-129166-0 | 2021年4月15日  | ISBN 978-986-512-932-3 |
| 14   | 2019年8月16日  | ISBN 978-4-09-129329-9 | 2021年5月17日  | ISBN 978-986-549-879-5 |
| 15   | 2019年11月18日 | ISBN 978-4-09-129441-8 | 2021年10月25日 | ISBN 978-626-303-507-2 |
| 16   | 2020年2月18日  | ISBN 978-4-09-129555-2 | 2022年2月10日  | ISBN 978-626-322-047-8 |
| 17   | 2020年5月18日  | ISBN 978-4-09-850072-7 | 2022年3月17日  | ISBN 978-626-322-263-2 |
| 18   | 2020年9月18日  | ISBN 978-4-09-850178-6 | 2022年6月2日   | ISBN 978-626-322-502-2 |
| 19   | 2020年11月18日 | ISBN 978-4-09-850277-6 | 2022年7月18日  | ISBN 978-626-322-782-8 |
| 20   | 2021年2月18日  | ISBN 978-4-09-850389-6 | 2022年9月28日  | ISBN 978-626-340-064-1 |
| 21   | 2021年5月18日  | ISBN 978-4-09-850529-6 | 2023年1月11日  | ISBN 978-626-340-436-6 |
| 22   | 2021年8月18日  | ISBN 978-4-09-850644-6 | 2023年3月30日  | ISBN 978-626-340-758-9 |
| 23   | 2021年10月18日 | ISBN 978-4-09-850720-7 | 2023年5月25日  | ISBN 978-626-340-940-8 |
| 24   | 2022年1月18日  | ISBN 978-4-09-850866-2 | 2023年9月5日   | ISBN 978-626-362-476-4 |
| 25   | 2022年4月18日  | ISBN 978-4-09-851058-0 | 2024年1月18日  | ISBN 978-626-362-877-9 |
| 26   | 2022年7月15日  | ISBN 978-4-09-851185-3 | 2024年7月15日  | ISBN 978-626-383-660-0 |
| 27   | 2022年10月18日 | ISBN 978-4-09-851349-9 | 2024年9月16日  | ISBN 978-626-399-468-3 |
| 28   | 2023年1月18日  | ISBN 978-4-09-851532-5 | 2025年1月2日   | ISBN 978-626-399-945-9 |
| 29   | 2023年4月18日  | ISBN 978-4-09-852027-5 | 2025年4月9日   | ISBN 978-626-422-349-2 |
| 30   | 2023年7月18日  | ISBN 978-4-09-852611-6 | 2025年6月11日  | ISBN 978-626-422-582-3 |
| 31   | 2023年10月18日 | ISBN 978-4-09-852853-0 | 2025年7月16日  | ISBN 978-626-422-770-4 |
| 32   | 2024年1月18日  | ISBN 978-4-09-853073-1 |                |                        |
| 33   | 2024年4月17日  | ISBN 978-4-09-853220-9 |                |                        |
| 34   | 2024年7月18日  | ISBN 978-4-09-853434-0 |                |                        |
| 35   | 2024年10月18日 | ISBN 978-4-09-853635-1 |                |                        |
| 36   | 2025年1月17日  | ISBN 978-4-09-853813-3 |                |                        |
| 37   | 2025年3月18日  | ISBN 978-4-09-854029-7 |                |                        |

古見同學是溝通魯蛇。官方設定集
| 冊數 | 小學館         | 小學館                 | 青文出版社    | 青文出版社             |
| 冊數 | 發售日期       | ISBN                   | 發售日期      | ISBN                   |
| ---- | -------------- | ---------------------- | ------------- | ---------------------- |
| 全   | 2021年10月18日 | ISBN 978-4-09-850743-6 | 2023年6月19日 | ISBN 978-626-340-315-4 |

## 電視劇
2021年9月6日於NHK綜合頻道的「夜劇」時段播出。

#### 演員表
- 只野仁人：增田貴久
- 古見硝子：池田依來沙
- 萬場木留美子：吉川愛
- 長名馴染：優太朗
- 片居誠：溝端淳平
- 阿瀨志吹：筧美和子
- 潔清子：大西禮芳（日语：大西礼芳）
- 成瀨詩守斗：城田優
- 旁白：高橋克實

#### 製作人員
- 編劇：水橋文美江
- 音樂：瀨川英史（日语：瀬川英史）
- 主題歌：aiko
- 導演：岡下慶仁、石井永二
- 總導演：瑠東東一郎
- 製作人：大沼宏行
- 製作統籌：樋口俊一、高城朝子

## 電視動畫
2021年5月，宣布本作電視動畫化。同年10月至12月於東京電視台、大阪電視台、愛知電視台首播。
2021年12月23日（動畫第1期最後一話）宣布決定製作續篇，於2022年4月7日放送。

### 製作人員
- 原作：小田智仁
- 總策劃：長谷川友紀
- 總監督：渡邊步
- 監督：川越一生
- 副監督：難波功
- 系列構成：赤尾凸
- 角色設計：中嶋敦子
- 主要原畫師：早川麻美、野村治嘉、鳥井隼人
- 道具設計：佐藤和巳（日语：佐藤和巳）
- 美術監督：佐藤勝[78]
- 色彩設計：林由稀
- 攝影監督：並木智
- 剪輯：小島俊彥
- 音樂：橋本由香利
- 音樂監督：渡邊淳（日语：渡辺淳 (音響監督)）
- 音樂製作人：穴井健太郎、大隅啓良
- 音樂協力：日本古倫美亞、小學館音樂&數位娛樂（日语：小学館ミュージック&デジタル エンタテイメント）
- 製片人：紅谷佳和、伊藤香織、近藤秀峰、谷口博康、川崎彩音（日语：川崎あやね）
- 動畫製片人：兒島宏明
- 動畫製作：OLM
- 旁白：日高範子
- 制作：小學館集英社製作
- 出品：私立伊旦高中[79]

### 主題曲
第1期
片頭曲灰姑娘
作詞、作曲：Yurin，編曲：江口亮，主唱：Cider Girl
片尾曲閃耀吧生命
作詞：Mona、Hina，作曲：Mona，編曲：網守將平，主唱：Kitri
插入曲同情（第1話）
作詞：Mona、Hina，作曲：Mona，編曲、主唱：Kitri
第2期
片頭曲
作詞：川本真琴、日吉圓子，作曲：川本真琴，編曲：水口浩次，主唱：伊藤美来
片尾曲小喋日和
作詞：Onyu，作曲、編曲：LowFat，主唱：FantasticYouth

### 各話列表
| 話數   | 標題                         | 劇本     | 分鏡                       | 演出              | 作畫監督                                                                                                  | 總作畫監督                      | 首播日期       |       |       |       |       |       |       |       |       |       |       |       |       |       |       |       |       |       |
| 第1期  | 第1期                        | 第1期    | 第1期                      | 第1期             | 第1期 | 第1期                           | 第1期          | 第1期 | 第1期 | 第1期 | 第1期 | 第1期 | 第1期 | 第1期 | 第1期 | 第1期 | 第1期 | 第1期 | 第1期 | 第1期 | 第1期 | 第1期 | 第1期 | 第1期 |
| ------ | ---------------------------- | -------- | -------------------------- | ----------------- | --- | ------------------------------- | -------------- | ----- | ----- | ----- | ----- | ----- | ----- | ----- | ----- | ----- | ----- | ----- | ----- | ----- | ----- | ----- | ----- | ----- |
| 第1話  |                              | 赤尾凸   | 川越一生                   | 川越一生          | 早川麻美 近藤瑠衣 小川茜                                                                                  | 中嶋敦子                        | 2021年 10月7日 |       |       |       |       |       |       |       |       |       |       |       |       |       |       |       |       |       |
| 第2話  |                              | 赤尾凸   | 柴田匠                     | 安東大瑛          | 澤村亨 村上彩香 森本浩文                                                                                  | 廣田茜                          | 10月14日       |       |       |       |       |       |       |       |       |       |       |       |       |       |       |       |       |       |
| 第2話  |                              | 赤尾凸   | 柴田匠                     | 安東大瑛          | 澤村亨 村上彩香 森本浩文                                                                                  | 廣田茜                          | 10月14日       |       |       |       |       |       |       |       |       |       |       |       |       |       |       |       |       |       |
| 第2話  |                              | 赤尾凸   | 柴田匠                     | 安東大瑛          | 澤村亨 村上彩香 森本浩文                                                                                  | 廣田茜                          | 10月14日       |       |       |       |       |       |       |       |       |       |       |       |       |       |       |       |       |       |
| 第3話  |                              | 赤尾凸   | 川越一生                   | 田中貴大          | 吉田翔太 森悦史 吉田和香子 近響子 袖山麻美                                                                | 中嶋敦子                        | 10月21日       |       |       |       |       |       |       |       |       |       |       |       |       |       |       |       |       |       |
| 第3話  |                              | 赤尾凸   | 川越一生                   | 田中貴大          | 吉田翔太 森悦史 吉田和香子 近響子 袖山麻美                                                                | 中嶋敦子                        | 10月21日       |       |       |       |       |       |       |       |       |       |       |       |       |       |       |       |       |       |
| 第3話  |                              | 赤尾凸   | 川越一生                   | 田中貴大          | 吉田翔太 森悦史 吉田和香子 近響子 袖山麻美                                                                | 中嶋敦子                        | 10月21日       |       |       |       |       |       |       |       |       |       |       |       |       |       |       |       |       |       |
| 第3話  |                              | 赤尾凸   | 川越一生                   | 田中貴大          | 吉田翔太 森悦史 吉田和香子 近響子 袖山麻美                                                                | 中嶋敦子                        | 10月21日       |       |       |       |       |       |       |       |       |       |       |       |       |       |       |       |       |       |
| 第3話  |                              | 赤尾凸   | 川越一生                   | 田中貴大          | 吉田翔太 森悦史 吉田和香子 近響子 袖山麻美                                                                | 中嶋敦子                        | 10月21日       |       |       |       |       |       |       |       |       |       |       |       |       |       |       |       |       |       |
| 第4話  |                              | 赤尾凸   |                            |                   | 香月麻衣子 小川茜                                                                                         | 廣田茜                          | 10月28日       |       |       |       |       |       |       |       |       |       |       |       |       |       |       |       |       |       |
| 第4話  |                              | 赤尾凸   |                            |                   | 香月麻衣子 小川茜                                                                                         | 廣田茜                          | 10月28日       |       |       |       |       |       |       |       |       |       |       |       |       |       |       |       |       |       |
| 第5話  |                              | 赤尾凸   | 筆坂明規                   | 内野宮晃希        | 野上慎也 Song Hyeonju Park Songhwa Bae Geonyeong Park Jaeseok                                             | 中嶋敦子 廣田茜                 | 11月4日        |       |       |       |       |       |       |       |       |       |       |       |       |       |       |       |       |       |
| 第5話  |                              | 赤尾凸   | 筆坂明規                   | 内野宮晃希        | 野上慎也 Song Hyeonju Park Songhwa Bae Geonyeong Park Jaeseok                                             | 中嶋敦子 廣田茜                 | 11月4日        |       |       |       |       |       |       |       |       |       |       |       |       |       |       |       |       |       |
| 第5話  |                              | 赤尾凸   | 筆坂明規                   | 内野宮晃希        | 野上慎也 Song Hyeonju Park Songhwa Bae Geonyeong Park Jaeseok                                             | 中嶋敦子 廣田茜                 | 11月4日        |       |       |       |       |       |       |       |       |       |       |       |       |       |       |       |       |       |
| 第5話  |                              | 赤尾凸   | 筆坂明規                   | 内野宮晃希        | 野上慎也 Song Hyeonju Park Songhwa Bae Geonyeong Park Jaeseok                                             | 中嶋敦子 廣田茜                 | 11月4日        |       |       |       |       |       |       |       |       |       |       |       |       |       |       |       |       |       |
| 第6話  |                              | 鈴森裕美 | 渡部穏寛                   | 村田尚樹          | 小田真弓 山下菜摘 中熊太一 吉田翔太 古池由香里                                                            | 廣田茜                          | 11月11日       |       |       |       |       |       |       |       |       |       |       |       |       |       |       |       |       |       |
| 第6話  |                              | 鈴森裕美 | 渡部穏寛                   | 村田尚樹          | 小田真弓 山下菜摘 中熊太一 吉田翔太 古池由香里                                                            | 廣田茜                          | 11月11日       |       |       |       |       |       |       |       |       |       |       |       |       |       |       |       |       |       |
| 第6話  |                              | 鈴森裕美 | 渡部穏寛                   | 村田尚樹          | 小田真弓 山下菜摘 中熊太一 吉田翔太 古池由香里                                                            | 廣田茜                          | 11月11日       |       |       |       |       |       |       |       |       |       |       |       |       |       |       |       |       |       |
| 第6話  |                              | 鈴森裕美 | 渡部穏寛                   | 村田尚樹          | 小田真弓 山下菜摘 中熊太一 吉田翔太 古池由香里                                                            | 廣田茜                          | 11月11日       |       |       |       |       |       |       |       |       |       |       |       |       |       |       |       |       |       |
| 第6話  |                              | 鈴森裕美 | 渡部穏寛                   | 村田尚樹          | 小田真弓 山下菜摘 中熊太一 吉田翔太 古池由香里                                                            | 廣田茜                          | 11月11日       |       |       |       |       |       |       |       |       |       |       |       |       |       |       |       |       |       |
| 第6話  |                              | 鈴森裕美 | 渡部穏寛                   | 村田尚樹          | 小田真弓 山下菜摘 中熊太一 吉田翔太 古池由香里                                                            | 廣田茜                          | 11月11日       |       |       |       |       |       |       |       |       |       |       |       |       |       |       |       |       |       |
| 第7話  |                              | 鈴森裕美 | 北條史也                   | 橫手颯太          | 藤崎真吾 金内恵美里 森谷春樹 小園菜穂                                                                     | 中嶋敦子                        | 11月18日       |       |       |       |       |       |       |       |       |       |       |       |       |       |       |       |       |       |
| 第7話  |                              | 鈴森裕美 | 北條史也                   | 橫手颯太          | 藤崎真吾 金内恵美里 森谷春樹 小園菜穂                                                                     | 中嶋敦子                        | 11月18日       |       |       |       |       |       |       |       |       |       |       |       |       |       |       |       |       |       |
| 第7話  |                              | 鈴森裕美 | 北條史也                   | 橫手颯太          | 藤崎真吾 金内恵美里 森谷春樹 小園菜穂                                                                     | 中嶋敦子                        | 11月18日       |       |       |       |       |       |       |       |       |       |       |       |       |       |       |       |       |       |
| 第7話  |                              | 鈴森裕美 | 北條史也                   | 橫手颯太          | 藤崎真吾 金内恵美里 森谷春樹 小園菜穂                                                                     | 中嶋敦子                        | 11月18日       |       |       |       |       |       |       |       |       |       |       |       |       |       |       |       |       |       |
| 第8話  |                              | 赤尾凸   | 筆坂明規                   | 石田暢            | 野上慎也 Song Hyeonju Jo Wonha Bae Geonyeong Kim Ranyeong                                                 | 中嶋敦子                        | 11月25日       |       |       |       |       |       |       |       |       |       |       |       |       |       |       |       |       |       |
| 第8話  |                              | 赤尾凸   | 筆坂明規                   | 石田暢            | 野上慎也 Song Hyeonju Jo Wonha Bae Geonyeong Kim Ranyeong                                                 | 中嶋敦子                        | 11月25日       |       |       |       |       |       |       |       |       |       |       |       |       |       |       |       |       |       |
| 第8話  |                              | 赤尾凸   | 筆坂明規                   | 石田暢            | 野上慎也 Song Hyeonju Jo Wonha Bae Geonyeong Kim Ranyeong                                                 | 中嶋敦子                        | 11月25日       |       |       |       |       |       |       |       |       |       |       |       |       |       |       |       |       |       |
| 第9話  |                              | 鈴森由美 |                            | 徐恵眞            | 日影工房                                                                                                  | 廣田茜                          | 12月2日        |       |       |       |       |       |       |       |       |       |       |       |       |       |       |       |       |       |
| 第9話  |                              | 鈴森由美 |                            | 徐恵眞            | 日影工房                                                                                                  | 廣田茜                          | 12月2日        |       |       |       |       |       |       |       |       |       |       |       |       |       |       |       |       |       |
| 第9話  |                              | 鈴森由美 |                            | 徐恵眞            | 日影工房                                                                                                  | 廣田茜                          | 12月2日        |       |       |       |       |       |       |       |       |       |       |       |       |       |       |       |       |       |
| 第9話  |                              | 鈴森由美 |                            | 徐恵眞            | 日影工房                                                                                                  | 廣田茜                          | 12月2日        |       |       |       |       |       |       |       |       |       |       |       |       |       |       |       |       |       |
| 第10話 |                              | 鈴森由美 | 矢嶋哲生                   | 是本晶            | 早川麻美 香月麻衣子 近藤瑠衣 金城美保                                                                     | 中嶋敦子                        | 12月9日        |       |       |       |       |       |       |       |       |       |       |       |       |       |       |       |       |       |
| 第10話 |                              | 鈴森由美 | 矢嶋哲生                   | 是本晶            | 早川麻美 香月麻衣子 近藤瑠衣 金城美保                                                                     | 中嶋敦子                        | 12月9日        |       |       |       |       |       |       |       |       |       |       |       |       |       |       |       |       |       |
| 第10話 |                              | 鈴森由美 | 矢嶋哲生                   | 是本晶            | 早川麻美 香月麻衣子 近藤瑠衣 金城美保                                                                     | 中嶋敦子                        | 12月9日        |       |       |       |       |       |       |       |       |       |       |       |       |       |       |       |       |       |
| 第11話 |                              | 鈴森由美 | 博多正壽                   | 野呂真太郎        | 高木純 福島喜晴                                                                                           | 廣田茜                          | 12月16日       |       |       |       |       |       |       |       |       |       |       |       |       |       |       |       |       |       |
| 第11話 |                              | 鈴森由美 | 博多正壽                   | 野呂真太郎        | 高木純 福島喜晴                                                                                           | 廣田茜                          | 12月16日       |       |       |       |       |       |       |       |       |       |       |       |       |       |       |       |       |       |
| 第11話 |                              | 鈴森由美 | 博多正壽                   | 野呂真太郎        | 高木純 福島喜晴                                                                                           | 廣田茜                          | 12月16日       |       |       |       |       |       |       |       |       |       |       |       |       |       |       |       |       |       |
| 第11話 |                              | 鈴森由美 | 博多正壽                   | 野呂真太郎        | 高木純 福島喜晴                                                                                           | 廣田茜                          | 12月16日       |       |       |       |       |       |       |       |       |       |       |       |       |       |       |       |       |       |
| 第11話 |                              | 鈴森由美 | 博多正壽                   | 野呂真太郎        | 高木純 福島喜晴                                                                                           | 廣田茜                          | 12月16日       |       |       |       |       |       |       |       |       |       |       |       |       |       |       |       |       |       |
| 第12話 |                              | 赤尾凸   | 博多正壽 川越一生          | 石丸史典 川越一生 | 野村治嘉 金城美保 土方友希 小川茜 難波功 香月麻衣子 近藤瑠衣 廣田茜 早川麻美                              | 中嶋敦子                        | 12月23日       |       |       |       |       |       |       |       |       |       |       |       |       |       |       |       |       |       |
| 第12話 |                              | 赤尾凸   | 博多正壽 川越一生          | 石丸史典 川越一生 | 野村治嘉 金城美保 土方友希 小川茜 難波功 香月麻衣子 近藤瑠衣 廣田茜 早川麻美                              | 中嶋敦子                        | 12月23日       |       |       |       |       |       |       |       |       |       |       |       |       |       |       |       |       |       |
| 第12話 |                              | 赤尾凸   | 博多正壽 川越一生          | 石丸史典 川越一生 | 野村治嘉 金城美保 土方友希 小川茜 難波功 香月麻衣子 近藤瑠衣 廣田茜 早川麻美                              | 中嶋敦子                        | 12月23日       |       |       |       |       |       |       |       |       |       |       |       |       |       |       |       |       |       |
| 第2期  |                              |          |                            |                   | |                                 |                |       |       |       |       |       |       |       |       |       |       |       |       |       |       |       |       |       |
| 第13話 | 交流44「冬天來臨」           | 赤尾凸   | 川越一生                   | 是本晶            | 小川茜 近藤瑠衣 石丸史典                                                                                  | 中島敦子                        | 2022年 4月7日  |       |       |       |       |       |       |       |       |       |       |       |       |       |       |       |       |       |
| 第13話 | 交流45「不良少年」           | 赤尾凸   | 川越一生                   | 是本晶            | 小川茜 近藤瑠衣 石丸史典                                                                                  | 中島敦子                        | 2022年 4月7日  |       |       |       |       |       |       |       |       |       |       |       |       |       |       |       |       |       |
| 第13話 | 交流46「在中中同學家學習」   | 赤尾凸   | 川越一生                   | 是本晶            | 小川茜 近藤瑠衣 石丸史典                                                                                  | 中島敦子                        | 2022年 4月7日  |       |       |       |       |       |       |       |       |       |       |       |       |       |       |       |       |       |
| 第13話 | 交流47「期末考試」           | 赤尾凸   | 川越一生                   | 是本晶            | 小川茜 近藤瑠衣 石丸史典                                                                                  | 中島敦子                        | 2022年 4月7日  |       |       |       |       |       |       |       |       |       |       |       |       |       |       |       |       |       |
| 第14話 | 交流48「颱風」               | 鈴森由美 | 頂真司                     | 石田暢            | 清水博幸 櫻井木之實 成瀨藍 山村俊了                                                                       | 中島敦子 早川麻美 廣田茜        | 4月14日        |       |       |       |       |       |       |       |       |       |       |       |       |       |       |       |       |       |
| 第14話 | 交流49「妄想」               | 鈴森由美 | 頂真司                     | 石田暢            | 清水博幸 櫻井木之實 成瀨藍 山村俊了                                                                       | 中島敦子 早川麻美 廣田茜        | 4月14日        |       |       |       |       |       |       |       |       |       |       |       |       |       |       |       |       |       |
| 第14話 | 交流50「貓咖」               | 鈴森由美 | 頂真司                     | 石田暢            | 清水博幸 櫻井木之實 成瀨藍 山村俊了                                                                       | 中島敦子 早川麻美 廣田茜        | 4月14日        |       |       |       |       |       |       |       |       |       |       |       |       |       |       |       |       |       |
| 第14話 | 交流51「‘我愛你’遊戲」       | 鈴森由美 | 頂真司                     | 石田暢            | 清水博幸 櫻井木之實 成瀨藍 山村俊了                                                                       | 中島敦子 早川麻美 廣田茜        | 4月14日        |       |       |       |       |       |       |       |       |       |       |       |       |       |       |       |       |       |
| 第15話 | 交流52「想法」               | 鈴森由美 | 小島正士                   | 前屋俊廣          | 野上慎也 Bae Genon yeong Kim Ran yeong Hwang Mi jeong Han Eun mi Park Song hwa                            | 中島敦子 早川麻美 廣田茜        | 4月21日        |       |       |       |       |       |       |       |       |       |       |       |       |       |       |       |       |       |
| 第15話 | 交流53「妄想2」              | 鈴森由美 | 小島正士                   | 前屋俊廣          | 野上慎也 Bae Genon yeong Kim Ran yeong Hwang Mi jeong Han Eun mi Park Song hwa                            | 中島敦子 早川麻美 廣田茜        | 4月21日        |       |       |       |       |       |       |       |       |       |       |       |       |       |       |       |       |       |
| 第15話 | 交流54「約午飯」             | 鈴森由美 | 小島正士                   | 前屋俊廣          | 野上慎也 Bae Genon yeong Kim Ran yeong Hwang Mi jeong Han Eun mi Park Song hwa                            | 中島敦子 早川麻美 廣田茜        | 4月21日        |       |       |       |       |       |       |       |       |       |       |       |       |       |       |       |       |       |
| 第15話 | 交流55「烤紅薯」             | 鈴森由美 | 小島正士                   | 前屋俊廣          | 野上慎也 Bae Genon yeong Kim Ran yeong Hwang Mi jeong Han Eun mi Park Song hwa                            | 中島敦子 早川麻美 廣田茜        | 4月21日        |       |       |       |       |       |       |       |       |       |       |       |       |       |       |       |       |       |
| 第16話 | 交流56「聖誕快樂」           | 鈴森由美 | 博多正壽                   | -                 | 中島駿 石原彩子 大久保步美 關本美穗 南伸一郎                                                              | 中島敦子 早川麻美 廣田茜        | 4月28日        |       |       |       |       |       |       |       |       |       |       |       |       |       |       |       |       |       |
| 第17話 | 交流57「堆雪人」             | 鈴森由美 | 高木啟明                   | 高木啟明          | 近藤瑠衣 中野彰子                                                                                         | 中島敦子 小川茜                 | 5月5日         |       |       |       |       |       |       |       |       |       |       |       |       |       |       |       |       |       |
| 第17話 | 交流58「打雪仗」             | 鈴森由美 | 高木啟明                   | 高木啟明          | 近藤瑠衣 中野彰子                                                                                         | 中島敦子 小川茜                 | 5月5日         |       |       |       |       |       |       |       |       |       |       |       |       |       |       |       |       |       |
| 第17話 | 交流59「年末」               | 鈴森由美 | 高木啟明                   | 高木啟明          | 近藤瑠衣 中野彰子                                                                                         | 中島敦子 小川茜                 | 5月5日         |       |       |       |       |       |       |       |       |       |       |       |       |       |       |       |       |       |
| 第17話 | 交流60「元旦」               | 鈴森由美 | 高木啟明                   | 高木啟明          | 近藤瑠衣 中野彰子                                                                                         | 中島敦子 小川茜                 | 5月5日         |       |       |       |       |       |       |       |       |       |       |       |       |       |       |       |       |       |
| 第18話 | 交流61「各自的正月」         | 鈴森由美 | 小島正士                   | 前田基匡          | 迫江沙羅 平馬浩司 前島弘史 金正男 渡邊桂太 松本勝次 野村治嘉 玄機株式會社                                 | 中島敦子 早川麻美 廣田茜 小川茜 | 5月12日        |       |       |       |       |       |       |       |       |       |       |       |       |       |       |       |       |       |
| 第18話 | 交流62「溜冰」               | 鈴森由美 | 小島正士                   | 前田基匡          | 迫江沙羅 平馬浩司 前島弘史 金正男 渡邊桂太 松本勝次 野村治嘉 玄機株式會社                                 | 中島敦子 早川麻美 廣田茜 小川茜 | 5月12日        |       |       |       |       |       |       |       |       |       |       |       |       |       |       |       |       |       |
| 第18話 | 交流63「感冒」               | 鈴森由美 | 小島正士                   | 前田基匡          | 迫江沙羅 平馬浩司 前島弘史 金正男 渡邊桂太 松本勝次 野村治嘉 玄機株式會社                                 | 中島敦子 早川麻美 廣田茜 小川茜 | 5月12日        |       |       |       |       |       |       |       |       |       |       |       |       |       |       |       |       |       |
| 第19話 | 交流64「誤解」               | 鈴森由美 | 菅野幸子                   | 菅野幸子          | 香月麻衣子                                                                                                | 中島敦子 廣田茜                 | 5月19日        |       |       |       |       |       |       |       |       |       |       |       |       |       |       |       |       |       |
| 第19話 | 交流65「幻覺」               | 鈴森由美 | 菅野幸子                   | 菅野幸子          | 香月麻衣子                                                                                                | 中島敦子 廣田茜                 | 5月19日        |       |       |       |       |       |       |       |       |       |       |       |       |       |       |       |       |       |
| 第19話 | 交流66「自戀狂」             | 鈴森由美 | 菅野幸子                   | 菅野幸子          | 香月麻衣子                                                                                                | 中島敦子 廣田茜                 | 5月19日        |       |       |       |       |       |       |       |       |       |       |       |       |       |       |       |       |       |
| 第19話 | 交流67「決定修學旅行的小組」 | 鈴森由美 | 菅野幸子                   | 菅野幸子          | 香月麻衣子                                                                                                | 中島敦子 廣田茜                 | 5月19日        |       |       |       |       |       |       |       |       |       |       |       |       |       |       |       |       |       |
| 第20話 | 交流68「修學旅行」           | 鈴森由美 | 小島正士                   | .橋本光夫         | 丹澤學 福島喜晴                                                                                           | 中島敦子 早川麻美 廣田茜        | 5月26日        |       |       |       |       |       |       |       |       |       |       |       |       |       |       |       |       |       |
| 第21話 | 交流69「修學旅行第二天」     | 鈴森由美 | 博多正壽                   | 前屋俊廣          | - | 中島敦子 早川麻美 廣田茜 小川茜 | 6月2日         |       |       |       |       |       |       |       |       |       |       |       |       |       |       |       |       |       |
| 第22話 | 交流70「情人節」             | 鈴森由美 | 小島正士                   | -                 | 櫻井木之實 杜偉峰 魏旭龍 陳亮 Park Song-hwa Kim Ran-yeong Han Eun-mi Song Hyeon-ju Back Yeon-ju Jo Won-ha | 中島敦子                        | 6月9日         |       |       |       |       |       |       |       |       |       |       |       |       |       |       |       |       |       |
| 第23話 | 交流71「跳線」               | 赤尾凸   | 川畑榮郎                   | 川畑榮郎          | 中野彰子 Lee Jong Man Ho Sung Jin                                                                         | 中島敦子                        | 6月16日        |       |       |       |       |       |       |       |       |       |       |       |       |       |       |       |       |       |
| 第23話 | 交流72「如虎添翼」           | 赤尾凸   | 川畑榮郎                   | 川畑榮郎          | 中野彰子 Lee Jong Man Ho Sung Jin                                                                         | 中島敦子                        | 6月16日        |       |       |       |       |       |       |       |       |       |       |       |       |       |       |       |       |       |
| 第23話 | 交流73「很甜」               | 赤尾凸   | 川畑榮郎                   | 川畑榮郎          | 中野彰子 Lee Jong Man Ho Sung Jin                                                                         | 中島敦子                        | 6月16日        |       |       |       |       |       |       |       |       |       |       |       |       |       |       |       |       |       |
| 第23話 | 交流74「吵架」               | 赤尾凸   | 川畑榮郎                   | 川畑榮郎          | 中野彰子 Lee Jong Man Ho Sung Jin                                                                         | 中島敦子                        | 6月16日        |       |       |       |       |       |       |       |       |       |       |       |       |       |       |       |       |       |
| 第24話 | 交流75「白色情人節」         | 赤尾凸   | 四之宮春 小島正士 川越一生 | 四之宮春 川越一生 | 近藤瑠衣 香月麻衣子 早川麻美 小川茜 廣田茜 野村治嘉 土方友希                                              | 中島敦子                        | 6月23日        |       |       |       |       |       |       |       |       |       |       |       |       |       |       |       |       |       |
| 第24話 | 交流76「這一年間」           | 赤尾凸   | 四之宮春 小島正士 川越一生 | 四之宮春 川越一生 | 近藤瑠衣 香月麻衣子 早川麻美 小川茜 廣田茜 野村治嘉 土方友希                                              | 中島敦子                        | 6月23日        |       |       |       |       |       |       |       |       |       |       |       |       |       |       |       |       |       |

### 播放平台
| 播放日期                 | 播放時間（UTC+9）    | 播放電視台 | 播放區域 | 備註               |
| 第1季                    | 第1季                | 第1季      | 第1季    | 第1季              |
| ------------------------ | -------------------- | ---------- | -------- | ------------------ |
| 2021年10月7日 - 12月23日 | 星期四 00:00 - 00:30 | 東京電視台 | 關東地區 | 製作参加，字幕廣播 |
| 2021年10月7日 - 12月23日 | 星期四 01:35 - 02:05 | 大阪電視台 | 大阪府   | 字幕廣播           |
| 2021年10月7日 - 12月23日 | 星期四 02:05 - 02:35 | 愛知電視台 | 愛知縣   |                    |
| 第2期                    |                      |            |          |                    |
| 2022年4月7日 - 6月23日   | 星期四 00:00 - 00:30 | 東京電視台 | 關東地區 |                    |
| 2022年4月7日 - 6月23日   | 星期四 00:30 - 01:00 | BS東視     | 日本     | 衛星電視           |
| 2022年4月7日 - 6月23日   | 星期四 01:35 - 02:05 | 大阪電視台 | 大阪府   |                    |
| 2022年4月7日 - 6月23日   | 星期四 02:05 - 02:35 | 愛知電視台 | 愛知縣   |                    |

| 播映地區 | 播映平台 | 播映日期        | 播映時間              | 備註   |
| -------- | -------- | --------------- | --------------------- | ------ |
| 亞洲     | Netflix  | 2021年10月7日－ | 星期四 00:00（UTC+8） | [ 86 ] |

### 引用文獻
1. ↑  . Comic Natalie. 2016-04-18  [2016-11-26]. （原始内容存档于2017-08-06） （日语）.
2. ↑  . Comic Natalie. 2015-09-16  [2016-11-26]. （原始内容存档于2019-07-21） （日语）.
3. ↑  . MANTANWEB. 2015-09-09  [2016-11-26]. （原始内容存档于2016-12-01） （日语）.
4. ↑  . PR TIMES (新闻稿). 小学館. 2021-02-19  [2021-02-20]. （原始内容存档于2021-07-25）.
5. ↑  . 宮脇書店. 2017-07-16  [2017-07-16]. （原始内容存档于2017-07-16） （日语）.
6. ↑  . BookLive!.   [2023-10-08]. （原始内容存档于2023-10-08）.
7. 1 2 3 4 5 6  第10卷，第130話.
8. 1 2 3 4 5 6 7 8  第2卷.
9. 1 2 3  第4卷.
10. 1 2 3  第1卷，第6話.
11. ↑  第1卷，第15話.
12. ↑  第1卷，第18話.
13. ↑  第2卷，第20話.
14. 1 2 3  第7卷，第88話.
15. 1 2 3 4 5  第1卷.
16. 1 2 3 4  第6卷.
17. ↑  第3卷.
18. ↑  第5卷，第59話.
19. ↑  第8卷，第103話.
20. ↑  第8卷，第112話.
21. ↑  第8卷，第113話.
22. ↑  第7卷，第92話.
23. ↑  第7卷，第93話.
24. ↑  第6卷，第80話.
25. 1 2  第9卷，第117話.
26. 1 2  第9卷，第118話.
27. ↑  第1卷，第2話.
28. ↑  第1卷，第17話.
29. 1 2  第10卷，第132話.
30. ↑  第1卷，第1話.
31. ↑  第2卷，第32話.
32. 1 2 3 4 5  第5卷.
33. ↑  第9卷，第127話.
34. ↑  第9卷，第128話.
35. ↑  . 嗶哩嗶哩漫畫.   [2021-05-11]. （原始内容存档于2021-05-12）.
36. 1 2 3  第1卷，第9話.
37. ↑  第1卷，第10話.
38. ↑  第1卷，第11話.
39. ↑  第5卷，第69話.
40. 1 2 3 4  第10卷，第137話.
41. 1 2 3 4 5 6 7 8  第8卷.
42. 1 2 3 4 5 6 7 8 9 10 11  第7卷.
43. 1 2  第10卷，第139話.
44. 1 2 3  第11卷，第156話.
45. 1 2 3 4 5 6 7 8 9 10 11  第9卷.
46. 1 2  第11卷，第149話.
47. ↑  第11卷，第151話.
48. ↑  第11卷，第150話.
49. ↑  第11卷，第148話.
50. ↑  第12卷，第159話.
51. ↑  第3卷，第42話.
52. ↑  第6卷，第74話.
53. 1 2  第9卷，第125話.
54. ↑  第11卷，第153話.
55. ↑  第2卷，第22話.
56. 1 2  第10卷，第133話.
57. ↑  第7卷，第86話.
58. 1 2  第11卷，第143話.
59. ↑  第5卷，第68話.
60. 1 2 3 4 5  第3卷，第45話.
61. 1 2  第7卷，第91話.
62. 1 2 3  第13卷，第179話.
63. 1 2  第2卷，第34話.
64. ↑  第12卷，第168話.
65. ↑  第12卷，第169話.
66. ↑  第12卷，第170話.
67. ↑  第13卷，第171話.
68. ↑  第13卷，第172話.
69. ↑  第13卷，第176話.
70. ↑  第13卷，第177話.
71. ↑  YouTube上的Tomohito Oda Draws Komi! | Mangaka Mania '21 | VIZ，始於0分21秒
72. ↑  YouTube上的Tomohito Oda Draws Komi! | Mangaka Mania '21 | VIZ，始於2分01秒
73. ↑  YouTube上的Tomohito Oda Draws Komi! | Mangaka Mania '21 | VIZ，始於3分39秒
74. ↑  . ORICON NEWS.   [2021-07-23]. （原始内容存档于2021-07-26） （日语）.
75. ↑  . Comic Natalie.   [2021-05-11]. （原始内容存档于2021-05-11） （日语）.
76. ↑  . 動畫製作室的現在與未來. 2021-05-11  [2021-05-11]. （原始内容存档于2021-05-12） （日语）.
77. ↑  電撃オンライン. . 電撃オンライン. 2022-03-16  [2022-03-20]. （原始内容存档于2022-03-16）.
78. ↑  . コミックナタリー (ナターシャ). 2021-08-18  [2021-08-18]. （原始内容存档于2021-11-08） （日语）.
79. ↑  . 3樓貓. 2021-12-23  [2022-02-12]. （原始内容存档于2022-02-12） （中文（臺灣））.
80. ↑  . コミックナタリー (ナターシャ). 2021-09-15  [2021-09-15]. （原始内容存档于2021-12-30） （日语）.
81. 1 2  . 日本コロムビア株式会社. 2021-08-18  [2021-10-05]. （原始内容存档于2021-08-17） （日语）.
82. ↑  . TVアニメ『古見さんは、コミュ症です。』公式サイト.   [2022-03-02]. （原始内容存档于2021-09-15）.
83. ↑  . テレビ東京・BSテレ東 7ch（公式）. テレビ東京.   [2021-10-01]. （原始内容存档于2022-05-06）.
84. ↑  . TVO テレビ大阪. テレビ大阪.   [2021-10-01]. （原始内容存档于2022-05-06）.
85. ↑  . TVアニメ『古見さんは、コミュ症です。』公式サイト.   [2022-03-16]. （原始内容存档于2021-10-04）.
86. ↑  . Netflix. 2021-10-07  [2022-09-10]. （原始内容存档于2023-03-08）.

| 日版單行本資料 1. 2. 3. 4. 5. 6. 7. 8. 9. 10. 11. 12. 13. 14. 15. 16. 17. 18. 19. 20. 21. 22. 23. 24. 25. 26. 27. 28. 29. 30. 31. 32. 33. 34. 35. 36. 37. 38. | 台版書籍資料 1. 2. 3. 4. 5. 6. 7. 8. 9. 10. 11. 12. 13. 14. 15. 16. 17. 18. 19. 20. 21. 22. 23. 24. 25. 26. 27. 28. 29. 30. 31. |

### 參閱書目
- オダトモヒト.  第1卷. 小学館. 2016年9月16日. ISBN 978-4-09-127343-7 （日语）.
- オダトモヒト.  第2卷. 小学館. 2016年12月16日. ISBN 978-4-09-127426-7 （日语）.
- オダトモヒト.  第3卷. 小学館. 2017年3月17日. ISBN 978-4-09-127509-7 （日语）.
- オダトモヒト.  第4卷. 小学館. 2017年6月16日. ISBN 978-4-09-127575-2 （日语）.
- オダトモヒト.  第5卷. 小学館. 2017年7月18日. ISBN 978-4-09-127664-3 （日语）.
- オダトモヒト.  第6卷. 小学館. 2017年10月18日. ISBN 978-4-09-127856-2 （日语）.
- オダトモヒト.  第7卷. 小学館. 2017年12月18日. ISBN 978-4-09-127885-2 （日语）.
- オダトモヒト.  第8卷. 小学館. 2018年3月16日. ISBN 978-4-09-128091-6 （日语）.
- オダトモヒト.  第9卷. 小学館. 2018年6月18日. ISBN 978-4-09-128254-5 （日语）.
- オダトモヒト.  第10卷. 小学館. 2018年9月18日. ISBN 978-4-09-128390-0 （日语）.
- オダトモヒト.  第11卷. 小学館. 2018年12月18日. ISBN 978-4-09-128590-4 （日语）.
- オダトモヒト.  第12卷. 小学館. 2019年3月18日. ISBN 978-4-09-128802-8 （日语）.
- オダトモヒト.  第13卷. 小学館. 2019年6月18日. ISBN 978-4-09-129166-0 （日语）.
- オダトモヒト.  第14卷. 小学館. 2019年8月16日. ISBN 978-4-09-129329-9 （日语）.

## 外部連結
- 古見同學是溝通魯蛇。 （页面存档备份，存于）（日語）－WebSunday漫畫官方網站。
- 電視動畫官方網站 （页面存档备份，存于）（日語）
- 古见同学有交流障碍症的X（前Twitter）（日語）
- 在Netflix上觀看《古见同学有交流障碍症》